# Història universal
La història universal és el conjunt de fets i processos que s'han desenvolupat entorn a l'ésser humà, des de l'aparició dels primers homínids fins a l'actualitat. Aquesta història està marcada tant per una successió gradual de descobertes i nous invents, com per desenvolupaments més accelerats lligats a canvis de paradigma i a períodes revolucionaris, que han fet possible l'evolució material, social i espiritual de la humanitat.
En la història registrada, i en oposició a la prehistòria, cal destacar un fet rellevant esdevingut de manera independent a diversos llocs de la Terra: la invenció de l'escriptura. Aquest fet ha fet possible l'existència d'un mitjà per difondre i preservar de manera més duradora el coneixement adquirit. L'escriptura, al seu torn, ha esdevingut una necessitat fonamental arran de l'aparició de l'agricultura, del desenvolupament d'assentaments estables i de l'aparició del comerç.
Les primeres grans civilitzacions es van desenvolupar a les vores de grans rius. Una de les primeres a aparèixer, entre el 4000 i el 3000 aC, va ser la dels sumeris, a Mesopotàmia, paraula que en grec significa "entre rius" (μέσος, "entre" i ποταμός, "riu"). Altres civilitzacions també s'han desenvolupat al costat de rius, com la dels egipcis al Nil, la de la vall de l'Indus, i les de l'Antiga Xina a la vora del riu Groc.
De manera progressiva la majoria dels éssers humans d'Europa, d'Àsia i de l'Àfrica del Nord passen a dependre d'estats més o menys organitzats, procés que també succeeix a Mèxic i a la part occidental d'Amèrica del Sud. A poc a poc, totes les regions i poblacions del globus cauen sota la tutela d'un o un altre estat fins que el tractat de Berlín de 1878 distribueix els darrers territoris desocupats, amb l'excepció de l'Antàrtida. Tot i així continuen havent-hi territoris que de facto no són controlats per cap estat, tribus més o menys aïllades autosuficients i persones a tot el globus que no se senten formar part de cap estat.
La història se sol dividir en quatre grans períodes:
- Edat antiga, fins al voltant del segle vi, amb l'Orient Pròxim,[17][18][19] el Mediterrani bressol de l'antiguitat clàssica, la Xina,[20] i l'Índia.
- L'edat mitjana,[21][22] des del segle vi fins al segle xv.
- L'edat moderna,[23] des del segle xiv fins al 1750, que inclou el Renaixement europeu.
- L'edat contemporània, iniciada cap al 1750, amb la Il·lustració i la Revolució Industrial, i arriba fins avui en dia.

A Europa, habitualment s'ha agafat la data de la caiguda de l'Imperi Romà d'Occident (476) com el moment en què finalitza l'Edat antiga i comença l'edat mitjana. Un mil·lenni després, a mitjan segle xv, Johannes Gutenberg inventà la impremta moderna, usant la tipografia, revolucionant la comunicació, i impulsant el Renaixement europeu i la revolució científica.
Al segle xviii, el desenvolupament del coneixement i la tecnologia, especialment a Europa, va assolir una massa crítica que va fer possible la Revolució Industrial. Aquest increment tan espectacular, d'una banda, del coneixement, la tecnologia i el comerç i, de l'altra, en consonància, de l'augment del potencial destructor de la guerra, han generat una situació que en l'actualitat afecta el conjunt de comunitats que habiten la Terra.

## Origen de la humanitat

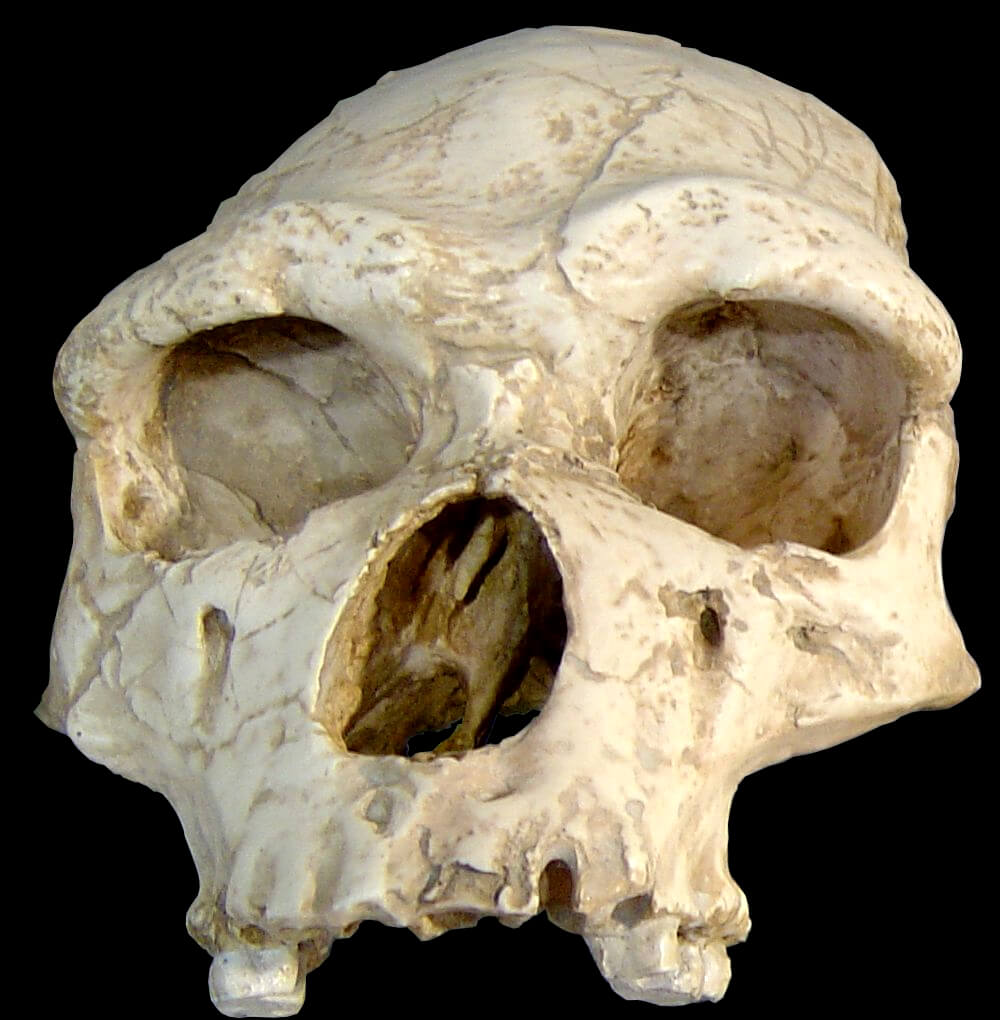
Crani d'Homo erectus

La genètica i l'estudi dels fòssils mostren que Homo sapiens va aparèixer a l'Àfrica fa uns 200.000 anys, després d'un llarg període d'evolució biològica al llarg del Paleolític. En aquesta època, la Terra resta immersa en una glaciació, amb un clima bastant més fred que l'actual.
Molt abans, altres espècies d'homínids, com per exemple l'Homo erectus, ja utilitzen eines i, amb el transcurs del temps, aquests utensilis esdevenen cada cop més elaborats i complexos. És també en el Paleolític que es desenvolupa el llenguatge i es generalitza l'enterrament dels morts, probablement amb l'objectiu d'amagar la descomposició dels cossos. També indica una comprensió més avançada del concepte de la mort.
En un determinat moment, els humans comencen a fer ús del foc tant per escalfar-se com per cuinar els aliments. En aquesta fase, els éssers humans viuen de la carronya, la cacera i la collita; són nòmades, i no tenen la capacitat de produir el seu propi aliment. També es guarneixen amb objectes diversos i en aquest període és quan apareixen les primeres manifestacions artístiques.
Fa uns 50.000 anys, els éssers humans comencen a establir-se per tot el planeta. Primer, a l'Àfrica, després arriben a Àsia Central, des d'on es dirigeixen, per una banda, cap a Europa, i per l'altra, cap a Amèrica tot creuant l'Estret de Bering.
La ràpida colonització humana d'Amèrica del Nord i d'Oceania té lloc durant la darrera glaciació, en una època en què les actuals zones temperades són extremadament inhòspites. Al final d'aquesta última glaciació, fa aproximadament uns 12.000 anys, l'home ja habita la quasi totalitat de les zones lliures de gel del món. Les darreres àrees colonitzades són les illes de la Polinèsia, que ocuparà al llarg del primer mil·lenni de la nostra era.
Les societats de caçadors-recol·lectors són, en general, de petites dimensions, i ja es desenvolupen algun tipus d'estratificació social; també s'estableixen contactes amb altres societats tot recorrent, en alguns casos, grans distàncies, com és el cas dels aborígens australians.
Amb el temps, la major part d'aquestes societats o es transformaren en estats agrícoles més poderosos, o són exterminats o absorbides per altres grans estats; alguns grups continuaren sobrevivint aïllats de la resta i, en l'actualitat, encara segueixen existint en algunes regions molt remotes.

## Mesolític

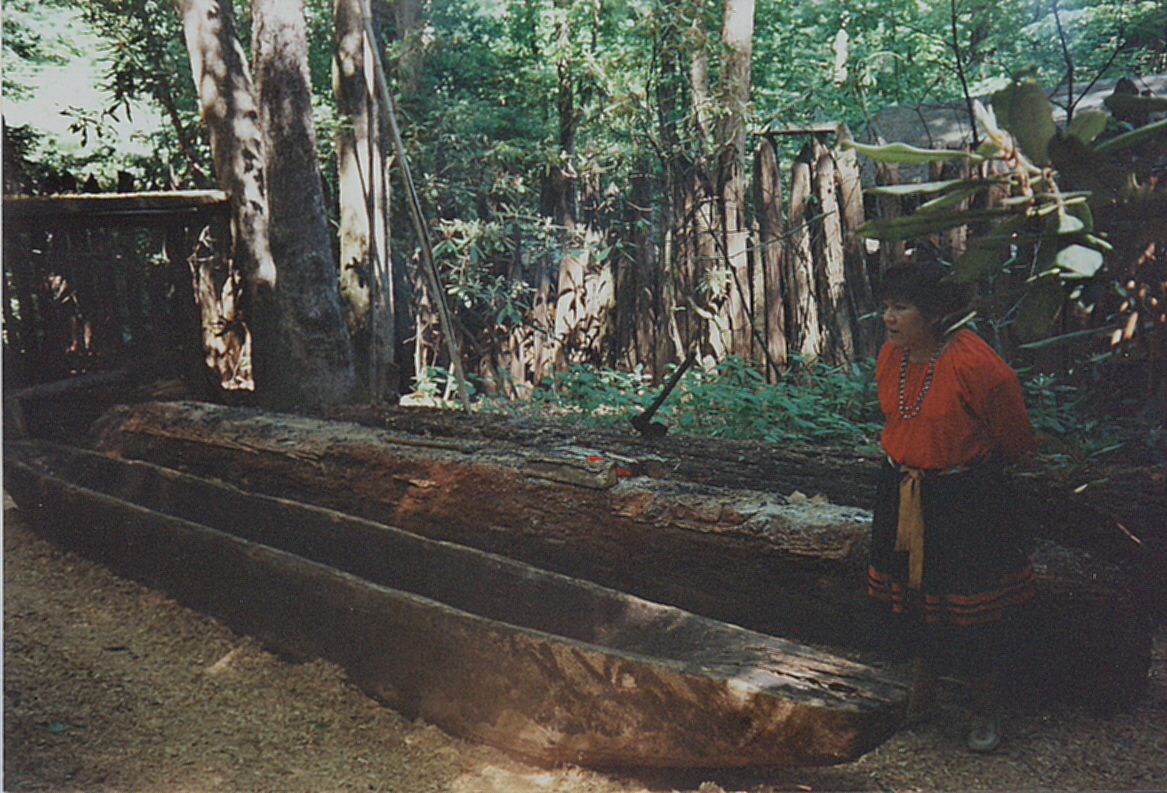
Canoa feta d'un tronc d'arbre

El Mesolític s'inicia al final del Plistocè, fa aproximadament 10.000 anys, i finalitza amb el desenvolupament de l'agricultura, tot i que aquesta data inicial varia segons les determinades peculiaritats de cada regió. En algunes zones arriba a durar uns quants mil·lennis, però en certs indrets on l'agricultura ja existeix, com per exemple al Pròxim Orient, el Mesolític té una durada curta i queda mal definit; en les regions poc afectades per la glaciació de vegades es prefereix parlar d'Epipaleolític.
On va persistir més temps va ser en societats d'Europa del Nord, que tenen abundor d'aliments pel fet que viuen en zones pantanoses aparegudes a conseqüència del canvi climàtic. Aquestes condicions afavoreixen l'existència de diferents ritmes en el desenvolupament, com es pot observar analitzant els vestigis de les cultures aziliana i maglemosiana. La persistència del Mesolític retardà l'arribada del Neolític, que es produeix al voltant del 4000 aC.
Ens han arribat pocs vestigis d'aquest període i aquests es limiten generalment a deixalles alimentàries, però cal destacar que a les regions boscoses apareixen els primers signes de desforestació. Aquesta pràctica no es generalitza fins al Neolític, que és quan l'agricultura requereix la utilització de grans espais de conreu.
A moltes zones, el Mesolític es caracteritza per l'existència d'eines de sílex, d'objectes destinats a la pesca, aixes de pedra i artefactes de fusta, com per exemple canoes i arcs que s'han trobat en alguns indrets. Aquests objectes producte del progrés tecnològic es produeixen primer a l'Àfrica, associats amb la cultura aziliana, abans d'estendre's a Europa a través de dues zones: la península Ibèrica, i la zona de l'actual Palestina.

## Neolític

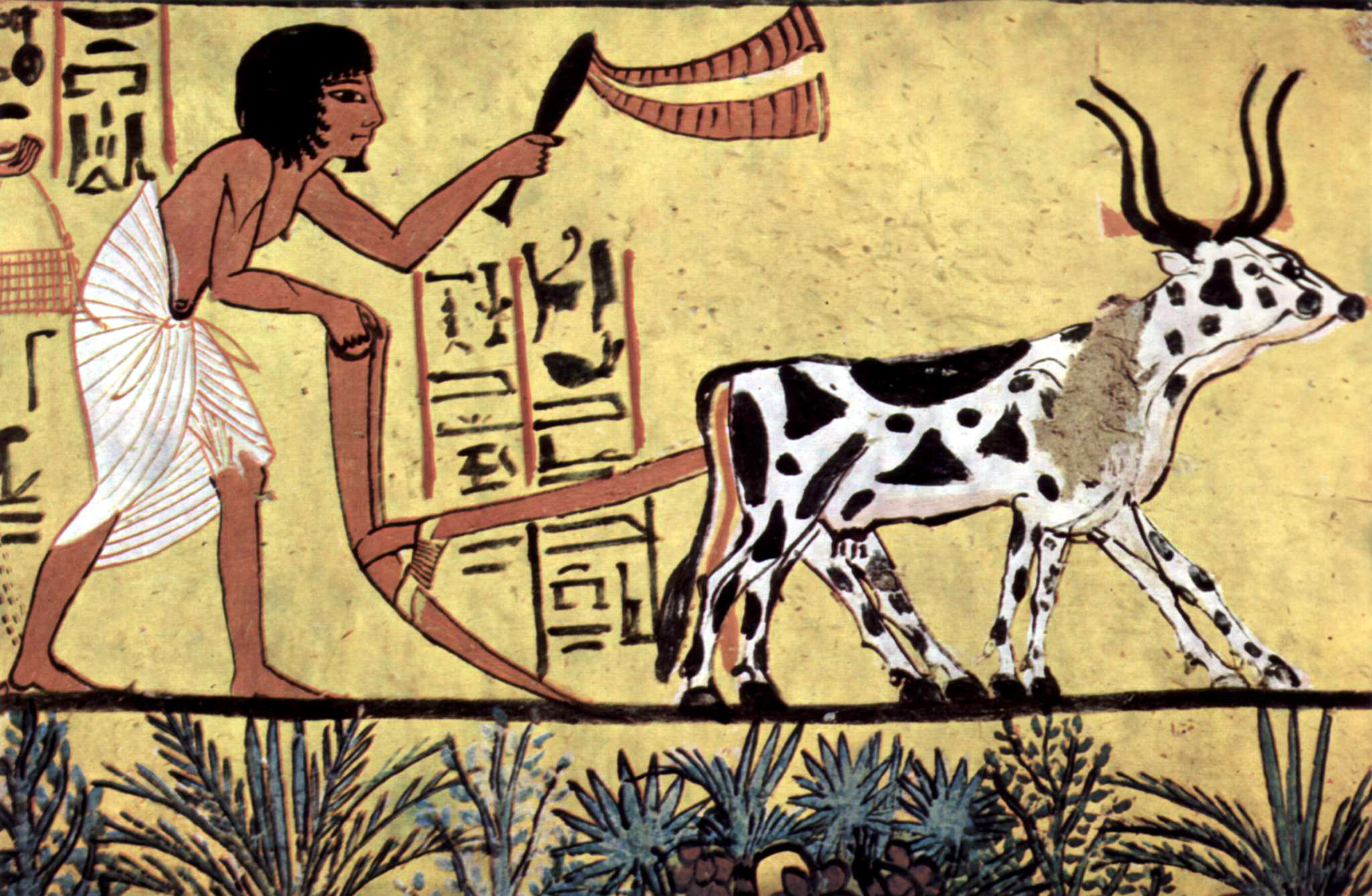
Agricultura i ramaderia a l'antic Egipte.

Al Neolític –que vol dir, la "nova edat de pedra"–, es produeix un primer període de desenvolupament tecnològic i social. S'inicia ara fa uns 12.000 anys (10.000 aC) i es caracteritza per la creació dels primers poblats i l'aparició de l'agricultura, la ramaderia, i la metal·lúrgia. Comença a conrear diversos cereals com l'arròs, el blat, el blat de moro, i tubercles com la patata. D'aquesta manera, l'ésser humà ja no depèn de la caça, la pesca i la recollida de productes de les plantes silvestres, i esdevé autosuficient; això permet que pugui adoptar un tipus de vida sedentària, tot i que algunes activitats com el pasturatge encara requereixen la pràctica del nomadisme o del seminomadisme. La incorporació d'aquest canvi de vida comporta canvis en l'alimentació i, d'aquesta manera, aprèn fabricar pa i elaborar begudes alcohòliques.

### Agricultura
Cap al 9500 aC, es produeix un canvi crucial que és el desenvolupament de l'agricultura, canvi qualificat de «revolució» per l'historiador australià Gordon Childe; va tenir lloc a la zona del Creixent Fèrtil, i vers el 7000 aC s'estengué a altres llocs, cap a la vall de l'Indus, a Egipte (6000 aC), i a la Xina (5000 aC). D'altra banda, a Mesoamèrica també s'han descrit restes arqueològics que confirmen aquesta pràctica ja cap al 2700 aC. A partir de 5500 aC es generalitza el desenvolupament del regadiu organitzat i la utilització, per part dels sumeris, de mà d'obra especialitzada.
La recerca tradicional ha tendit a concentrar-se en la regió de l'anomenat Creixent Fèrtil però els estudis arqueològics realitzats al continent americà, així com a l'est i sud-est d'Àsia, mostren que certs sistemes agrícoles que utilitzen tipus de conreus diferents i amb el suport de determinats animals, podrien haver-se desenvolupat de manera paral·lela pràcticament a la mateixa època.

### Ús de metalls
L'ús dels metalls, el bronze i el ferro, suplanten el sílex i altres materials petris que fins aquell moment era la matèria bàsica per l'elaboració de les eines agrícoles, armes i materials per la construcció; això fa possible el poder disposar d'objectes més duradors i eficients.
Després del coure, es descobreixen aliatges del coure amb l'estany o el plom, que donen lloc a un nou producte, el bronze; aquest nou material és menys mal·leable, però més dur. Un gran salt tecnològic es dona amb l'ús de la farga; aquests forns d'alta temperatura fan possible la manipulació del ferro per produir eines encara més resistents. Aquesta seqüència tecnològica ha configurat la denominació de les diferents etapes de l'edat dels metalls: l'edat del coure, l'edat del bronze, l'edat del ferro.
Tots aquests metalls ja eren coneguts per l'home preneolític, però aquest no dominava les tècniques per la seva elaboració i manipulació, tècniques que requereixen temperatures molt altes. Les eines, armes i adornaments de coure o bronze són el material bàsic cap al 3000 aC. Posteriorment, al Mediterrani oriental, al Pròxim Orient i a la Xina s'implanta, de manera generalitzada, l'ús del ferro.
És possible que els habitants d'Amèrica no coneguessin l'ús del ferro amb anterioritat a la cultura Chavín, cap al 900 aC, però se sap que els mochiques disposaven d'armadures, de ganivets i de vaixella de metall. Els inques, que tenien pocs recursos per aconseguir metalls, recobrien la rella de les seves arades, almenys a partir de la conquesta dels chimú. La investigació arqueològica al Perú ha estat poc desenvolupada però és possible que l'acer hagi existit a la zona abans que a Europa.

## El despuntar de les civilitzacions

El desenvolupament de l'agricultura té nombroses conseqüències, algunes d'una gran transcendència per la història de la humanitat. Una de les més importants és l'increment de les concentracions humanes que s'organitzen i arriben a formar estats. Tot i així, segueixen existint pobles nòmades, com els aborígens d'Austràlia o els boiximans del sud d'Àfrica, que no utilitzen l'agricultura, i si ho han fet, ha estat en una època més recent.
Fins a l'inici de la colonització europea, al segle xix, una gran part del planeta està ocupada per grups humans que no pertanyen a cap estat. Moltes societats tribals es transformen en estats quan són amenaçats, o reben la influència d'estats ja constituïts. Algunes «tribus», com per exemple els kasites a Babilònia o els manxús a la Xina, aconsegueixen conquerir estats força desenvolupats i, posteriorment, s'integren dins les seves estructures.
És, doncs, el desenvolupament de l'agricultura el que crea les condicions necessàries per fer possible l'emergència de societats complexes, anomenades «civilitzacions», la formació d'estats i l'aparició de mercats. I, de manera paral·lela, el desenvolupament de la tecnologia permet a l'home exercir un control de la natura i desenvolupar sistemes de transport i xarxes de comunicació.

### Primers estats

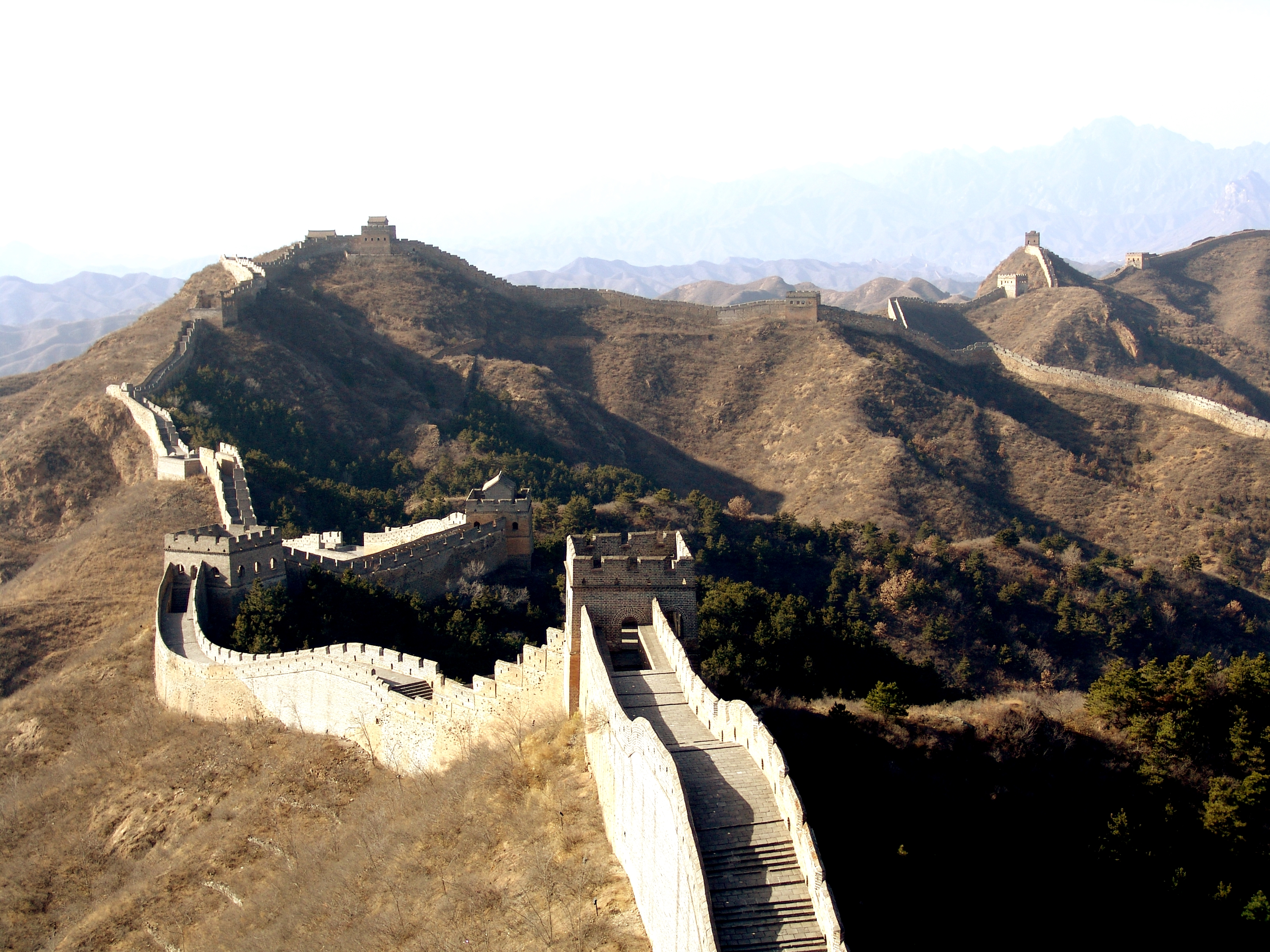
La Gran Muralla Xinesa.
Les fronteres delimiten els estats.

Existeix diverses accepcions del terme estat. Max Weber el defineix com «una organització humana que controla de manera exclusiva i legal l'ús de la força sobre una zona geogràfica específica».
Els primers estats apareixen, cap a finals del 4000 aC i principis del 3000 aC, a l'oest de l'Iran, a Mesopotàmia, a Egipte i a la vall de l'Indus, a l'Índia. A la Xina, l'aparició dels primers estats és posterior; cap a la finals del mil·lenni III aC i principis del mil·lenni II aC. A partir del 2500 aC es creen societats protourbanes, però la primera dinastia testificada per l'arqueologia és la dels shang. El mil·lenni II aC veu l'emergència de la civilització minoica, a la Grècia continental i a Turquia. Les civilitzacions maia, moche i nazca apareixen a l'Amèrica Central i al Perú a finals del mil·lenni I aC.
A Mesopotàmia i l'Iran, prenen la forma de ciutats estats, mentre que a Egipte, on inicialment no existeixen ciutats, aquestes es desenvolupen ràpidament. La civilització de la vall de l'Indus constitueix una excepció, ja que no sembla haver disposat d'un exèrcit, força que un estat necessita per assentar la seva legitimitat, i que reclama, alhora, una burocràcia que el mantingui.
En determinats moments els estats existents entren en conflicte. Al Pròxim Orient s'ha trobat un dels primers tractats de pau, el tractat de Cadeix, signat pels egipcis i els hitites cap al 1275 aC. Un fet habitual és que els imperis se solen constituir a partir del nucli territorial d'un determinat grup que, de manera progressiva, va conquerint els territoris veïns. És el cas, entre d'altres, de l'imperi Persa (segle vi aC), l'imperi Maurya (segle iv aC), de la Xina (segle iii aC) o de Roma (segle i aC).

### Ciutats i comerç

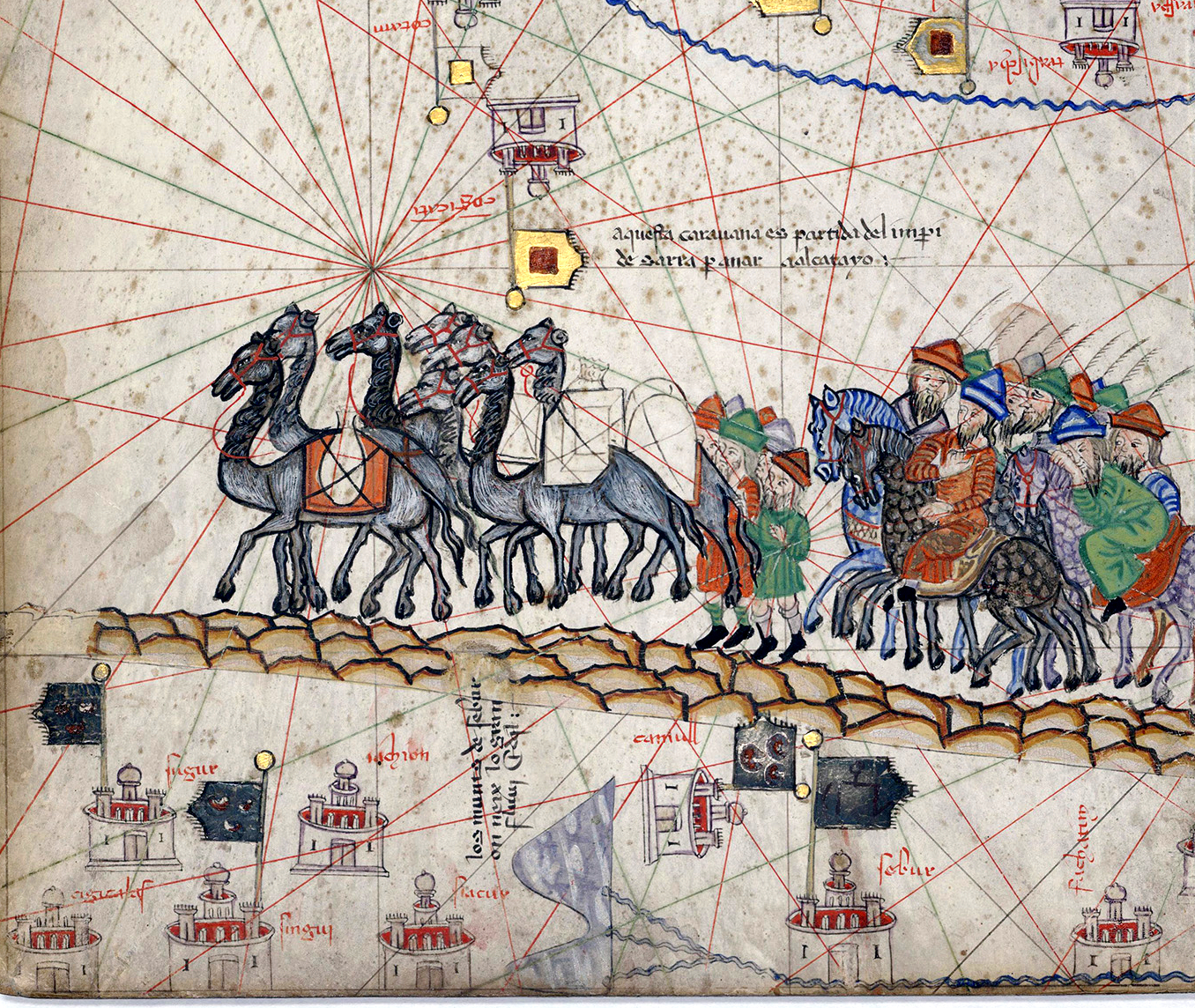
Caravana a la Ruta de la seda.
(Atlas català -)

El desenvolupament de l'agricultura crea les condicions necessàries per a l'aparició de ciutats, que són llocs amb importants assentaments humans que no tenen una producció agrícola pròpia i que, per tant, han de consumir els excedents agrícoles de regions properes; en contrapartida, els procuren productes manufacturats i una certa protecció militar.
El desenvolupament de ciutats és un fenomen paral·lel al de les civilitzacions, i ambdós termes tenen una base etimològica similar. Les ciutats anaren creixent, amb uns nivells alts i força complexos d'organització social i econòmica. Les primeres civilitzacions, la sumèria (cap al 3500 aC), l'egípcia (cap al 3300 aC) i la de la vall de l'Indus (cap a 3300 aC) eren tan diferents unes de les altres que, certament, cal pensar que s'originaren de manera independent. I és en aquesta època i en aquest context quan apareix l'ús de l'escriptura i del comerç. La primera moneda de la qual es té coneixement es remunta al 625 aC a Lídia, a l'oest d'Anatòlia (Turquia).
A mesura que els assentaments urbans creixen, la societat es fa cada vegada més complexa. Per damunt dels agricultors sorgeix una classe social de mercaders, que aviat és capaç d'enviar expedicions a terres estranyes i de fundar noves colònies, nous centres comercials més enllà.
Les rutes comercials apareixen a la zona oriental del Mediterrani cap al mil·lenni IV aC, mentre que els intercanvis comercials a llargues distàncies s'inicien durant el mil·lenni III aC, i el realitzen els sumeris de Mesopotàmia i la civilització de la vall de l'Indus. La ruta de la Seda neix durant el mil·lenni II aC, i comunica Síria i la Xina. Les ciutats de Pèrsia i de l'Àsia central constitueixen les principals cruïlles d'aquestes carreteres; i és també al voltant d'aquesta activitat comercial que els grecs i els fenicis construeixen els seus imperis mediterranis al llarg del mil·lenni I aC.
A finals del primer mil·lenni i a començaments del segon, les rutes comercials que envolten l'oceà Índic, Àsia oriental i el Sàhara són controlades pels àrabs; i àrabs i jueus controlen també el comerç al Mediterrani. Després, a començament del segon mil·lenni, són reemplaçats pels romans d'Orient i els otomans. A la mateixa època, les ciutats alemanyes i flamenques són els principals centres de comerç del Nord d'Europa, controlades per la Lliga Hanseàtica. És a les cruïlles de les principals carreteres que es desenvolupen les ciutats més importants.

### Religió i filosofia

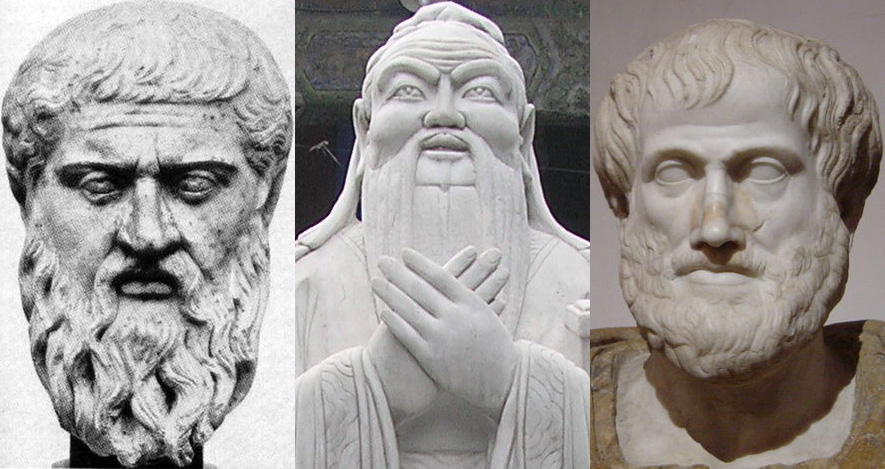
Plató, Confuci i Aristòtil

Certs historiadors situen al Neolític els inicis de les creences religioses. Aquestes es fonamentaven principalment en el culte a una deessa mare i a un cel pare, així com la divinització del sol i de la lluna; la veneració al sol era una pràctica habitual. Amb el temps, amb el desenvolupament de la vida en societat, sorgeixen els cultes patriarcals. També, a mesura que les cultures i els ritus locals s'entrecreuen, es creen mitologies més complexes i diversos cicles èpics. També es creen els primers santuaris que evolucionen de manera gradual fins a convertir-se en temples amb una complexa jerarquia principalment de sacerdots i sacerdotesses. També una tendència força habitual era la de venerar divinitats antropomòrfiques.
A Occident i a Orient apareixen noves filosofies i religions, principalment al segle vi aC, i el fenomen s'escampa arreu del món amb una gran varietat de formes. Entre les religions més antigues destaquen l'hinduisme, el budisme (Índia), i el zoroastrisme (Pèrsia). Les religions abrahàmiques, origen del judaisme, es remunten al 1800 aC.
A Orient, a la Xina, hi ha tres escoles de pensaments que s'imposen i que arribaran fins avui en dia: el daoisme, el legalisme i el confucianisme que, finalment, predominarà sobre les altres. Segons la tradició del confucianisme, la moral política s'assoleix més pel poder exemplar de la tradició que per la força de la llei.
El primer gran esclat filosòfic es produeix cap al segle vi aC, època en què coincideixen, i probablement sabien de les seves respectives doctrines, les figures de Pitàgores de Samos, Tales de Milet, Zaratustra, Buda, Mahavira i Confuci. No són els primers en les seves respectives tradicions, però sí els que accedeixen a un món molt més "globalitzat" que el dels seus predecessors.
A Occident, la tradició filosòfica grega, té a Sòcrates, Plató i d'Aristòtil com a tres dels filòsofs més representatius. Aquesta tradició es difon pel Pròxim Orient tot acompanyant les conquestes d'Alexandre el Gran, durant el segle iv aC.
El desenvolupament dels temples situava sota la seva responsabilitat l'orientació religiosa de les diferents comunitats. Una mica més tard el poder civil quedà separat del poder religiós. Aquest poder està encarnat per la figura de reis seculars que actuen en estreta relació amb les burocràcies sacerdotals que, de vegades, eren bastant complexes, com succeí a l'Antic Egipte, amb la relació del faraó i els escribes.

### Cultura i escriptura

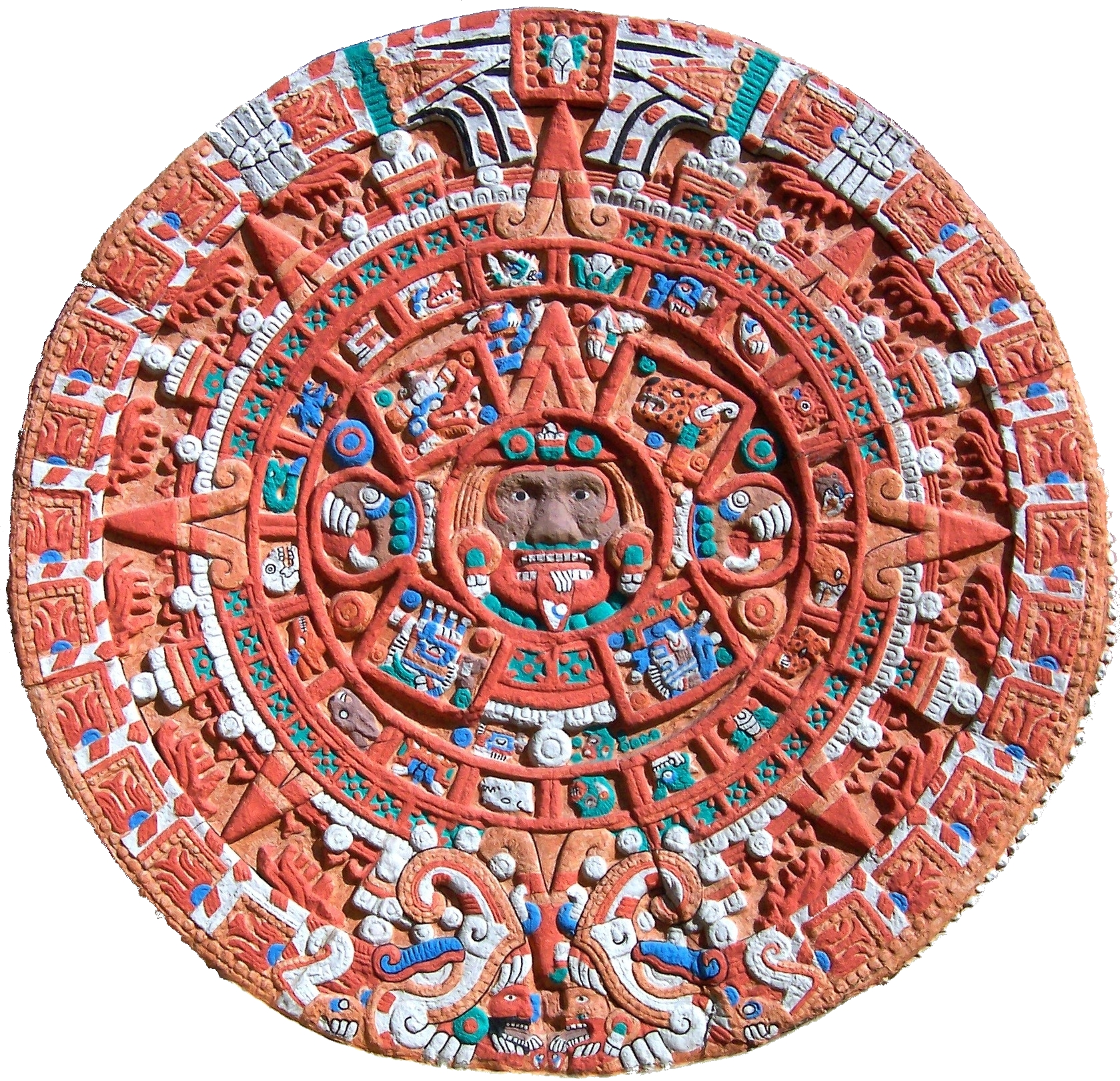
Calendari asteca

Un pas fonamental en la història de l'home és la invenció de l'escriptura, un mecanisme que permet emmagatzemar el coneixement de manera molt més segura que el que es basa en la tradició oral, al mateix temps que ajuda a desenvolupar la burocràcia governamental. Aquest pas es produeix a diversos llocs del planeta, al mateix temps i de manera independent. Les primeres escriptures són ideogràfiques; en trobem exemples als jeroglífics i a l'escriptura cuneïforme, però aviat evoluciona cap a sistemes fonètics, com és el cas de l'escriptura dels fenicis que creen les bases del modern alfabet. A grans trets, al voltant de l'any 1000 la majoria dels pobles de la terra coneixen algun sistema d'escriptura o de símbols dibuixats o escrits.
El desenvolupament de l'escriptura permet l'aparició de la vida cultural i d'aquesta manera neix el que anomenem literatura. Les obres més antigues conservades són epopeies; més tard sorgeix la literatura del coneixement. L'estudi científic de la història és més tardà, i caldrà esperar a autors grecs com Heròdot o Tucídides (segle v aC) perquè aquesta se separi definitivament de la tradició religiosa i literària.
En aquells temps, la ciència és un monopoli de la classe alta, freqüentment dels sacerdots, i el poble en general no hi té accés. Com a fets més destacables, es fan les primeres observacions astronòmiques i es desenvolupen coneixements de medicina. La necessitat de mesurar la terra i de portar la comptabilitat comercial i tributària estimula al desenvolupament de la geometria i l'aritmètica. Els antics grecs van arribar, fins i tot, a establir les bases de l'àlgebra.
Alhora, el desenvolupament en la navegació fa possible les primeres expedicions d'exploració. Des d'Egipte parteixen expedicions cap al país de Punt, i viatgers fenicis arriben fins a Anglaterra i, probablement, fan la volta a l'Àfrica. Per la seva part, els polinesis emprenen una marxa lenta i implacable per l'oceà Pacífic, colonitzant llocs tan allunyats com Hawaii o l'Illa de Pasqua.

## Els nuclis de poder

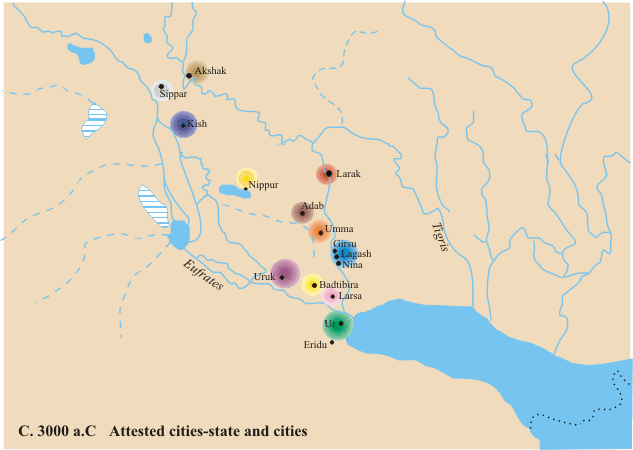
Ciutats sumèries (3000 aC)

Les planures al·luvials fèrtils de grans rius esdevenen els bressols de les primeres civilitzacions conegudes, com són:
- l'Eufrates i el Tigris a Mesopotàmia;
- el Nil a Egipte;
- l'Indus al Pakistan;
- el Huang He (riu Groc) i el Iang-Tsé a la Xina.

Entre les tres primeres civilitzacions s'arriben a establir relacions comercials; en canvi la civilització xinesa progressa en un relatiu aïllament. Aquestes civilitzacions desenvolupen, totes, un sistema d'escriptura i es comencen a articular a partir dels nuclis de població que són les ciutats. Aquestes ciutats dirigeixen les regions agrícoles que les envolten i comercien amb els seus productes. El comerç transforma les ciutats i algunes d'elles aviat són més riques i poderoses que les altres. Paral·lelament, a les ciutats més riques es desenvolupen grans centres religiosos, ja que les riqueses acumulades els permeten finançar importants llocs de culte.

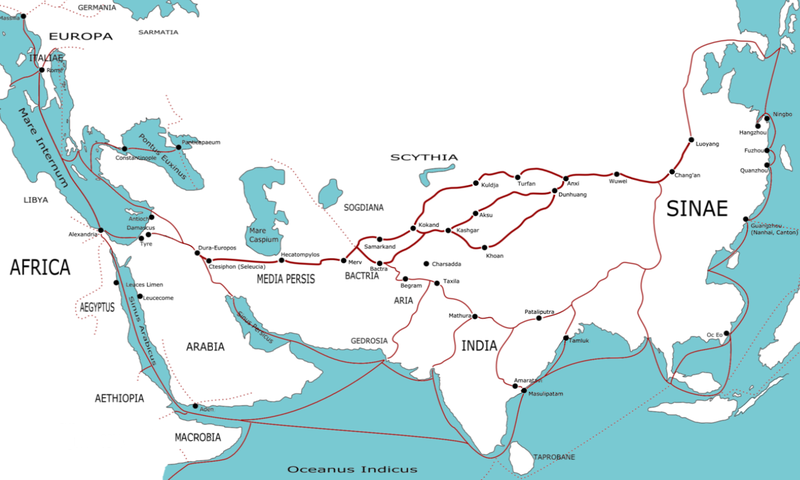
La Ruta de la Seda i altres rutes comercials.

Entorn del comerç i de la religió apareix una elit urbana que voldrà consolidar el seu poder. Per tal de consolidar aquest poder i igualment les seves riqueses, aquests grups de poder de les grans ciutats atacaran les més petites. Com les riqueses s'acumulen, les grans ciutats lluiten entre elles i, com a conseqüència, neix una elit militar que s'uneix a la dels comerciants i la dels religiosos. D'invasió en invasió, es desenvolupen poderosos imperis que es fonamenten principalment en l'esclavitud dels pobles conquerits; els esclaus són la base d'aquests tipus de societats piramidals.
Aquests imperis aprofiten les seves conquestes militars per crear colònies protegides, aptes per fer-ne centres agrícoles. La pau relativa d'aquestes zones afavoreix el comerç internacional, principalment al voltant de la Ruta de la Seda, però per mantenir-la calen enormes exèrcits i una administració centralitzada que costen cars. És sobre la pagesia que descansen aquestes despeses mentre que els grans propietaris s'emancipen cada cop més del poder central.
La pressió dels pobles bàrbars a les fronteres i els conflictes interns acceleren el procés de dissolució dels imperis: així, per exemple, l'imperi de la dinastia Han sucumbeix a la guerra civil el 220, i a la mateixa època, l'Imperi Romà es descentralitza i es divideix en dos grans blocs amb seu a Roma i a Bizanci.
D'aquesta manera els grans imperis neixen, creixen, cauen en la decadència o són destruïts; això, a totes les zones temperades del planeta.

### Grans imperis i nuclis culturals

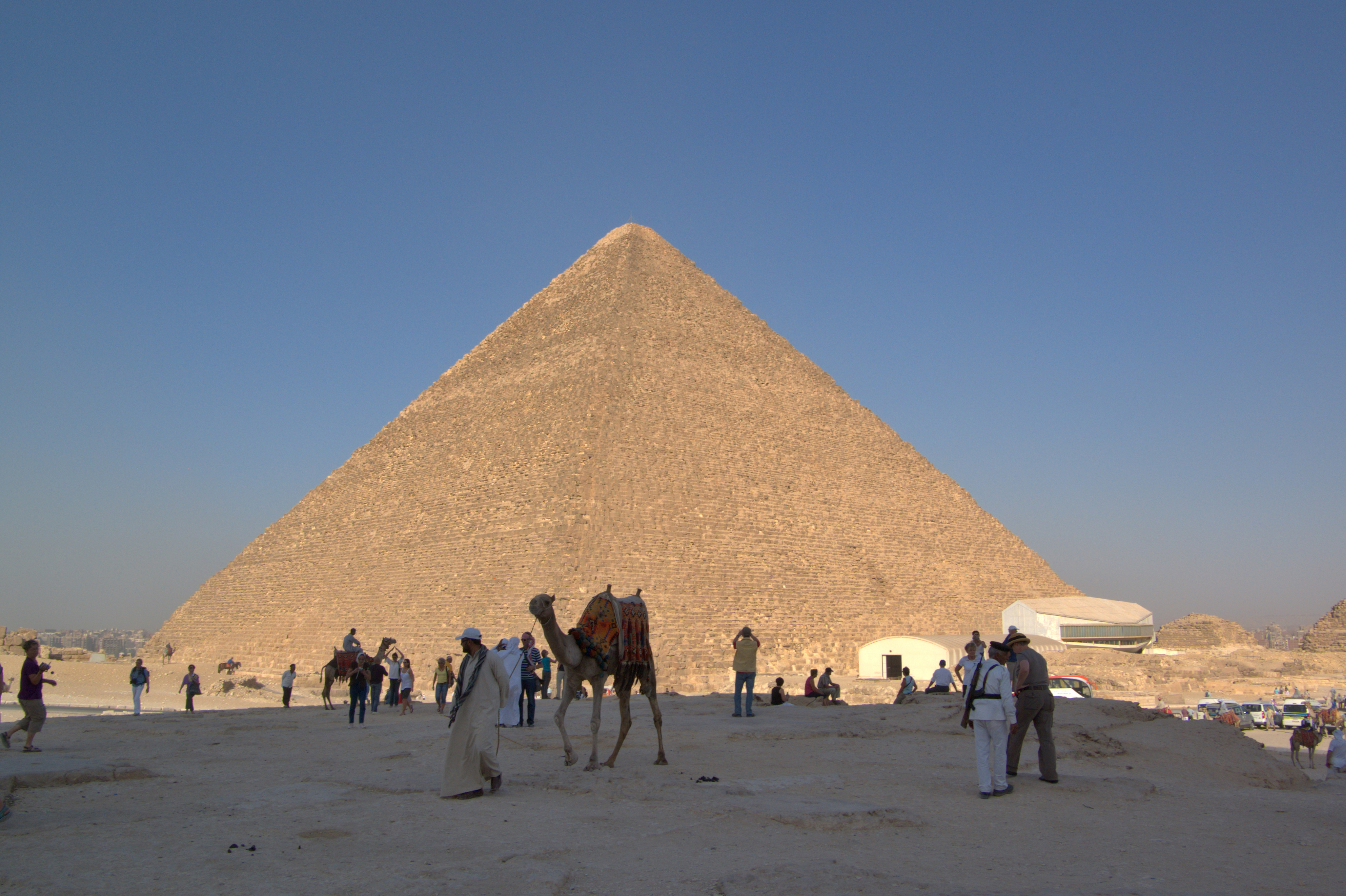
Gran Piràmide de Gizeh

A partir del mil·lenni III aC van sorgir grans civilitzacions, creadores d'imperis cada vegada més grans. Els principals nuclis de civilització van ser els següents:
- Mesopotàmia. Successius assentaments, com ho demostren les restes trobades als jaciments d'al-Ubaid i Eridu, són exemples d'un important desenvolupament social i econòmic que es va produir cap al mil·lenni IV aC i el mil·lenni III aC. Entre totes les cultures, destaca en especial la civilització dels sumeris, que va patir diverses guerres civils fins a quedar unificats sota el govern de cabdills militars, especialment amb Hammurabi,[76] amb el que Babilònia assolí la seva màxima esplendor. Després d'ell, la regió va caure en mans dels invasors kasites,[77] i es va empobrir fins a ressorgir un altre cop sota l'imperi Assiri.

- antic Egipte. Al voltant del riu Nil van sorgir diversos assentaments neolítics, els nomós, que cap a l'any 3100 aC van ser unificats en un únic gran imperi.[78] Els egipcis, constructors entre altres de les piràmides, van viure aïllats de la resta del món fins a la invasió dels hicsos. Com a reacció, els exèrcits egipcis van travessar el desert del Sinaí i es van expandir fins al riu Eufrates, intervenint de ple en la política del Pròxim Orient.

- Xina. Al voltant dels rius Iang-Tsé i Huang He van sorgir la cultura Xia i la cultura Shang. Aquesta va sucumbir davant la invasió dels Zhou, que van governar la Xina durant la primera meitat del mil·lenni I aC. A finals del període Zhou van desenvolupar-se dues grans filosofies: el confucianisme i el taoisme. Durant el segle vi aC el país es dividí en diversos regnes, els quals van ser unificats primer per la dinastia Qin i, a partir del 206 aC, per la dinastia Han.[79][80]

- Índia. En aquesta època, el nord de l'Índia estava dominada per l'imperi Gupta (320-550 aC), mentre que al sud varen emergir tres regnes tàmils: el dels txeres, el dels Chola i el dels pandya. Al nord van sorgir dos grans centres de poder al voltant de les ciutats de Mohenjo Daro i Harappa, però van ser conquerides pels invasors aris. La societat es va consolidar amb una estructura de castes i, paral·lelament, va aparèixer un tipus de filosofia religiosa que va trobar concreció en els vedes i els upanishads. A finals del segle iv aC, un guerrer anomenat Chandragupta va unificar l'Índia, donant-li estabilitat i creant l'imperi Maurya que va donar lloc a l'edat d'or de la cultura hindú.[81][82]

- Imperi Hitita. El segle XVIII aC, la zona de l'Anatòlia va ser dominada pels hitites, que van crear un gran imperi i sota Subiluliuma I i els seus successors van ser capaços de rivalitzar amb el poder d'Egipte.[83]

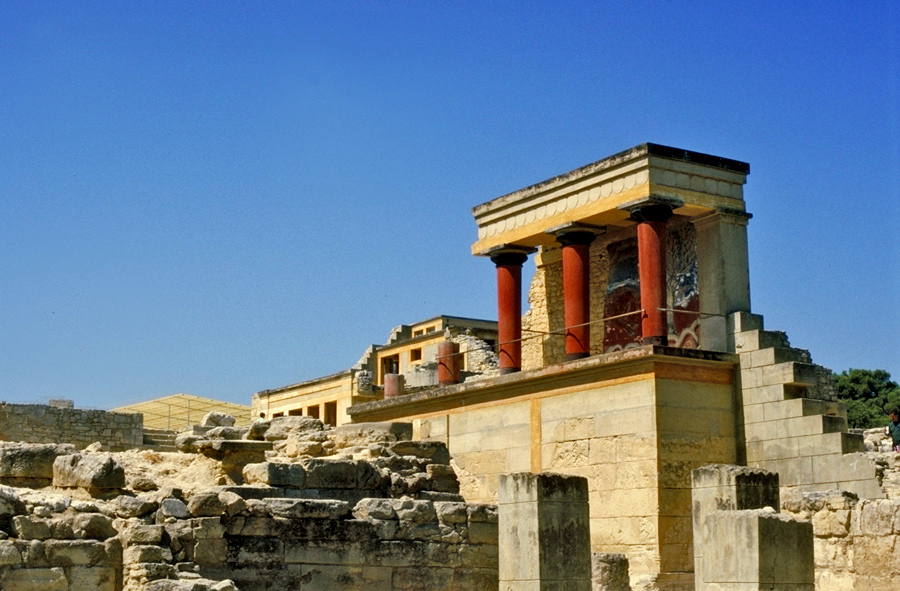
El palau de Cnossos

- Civilització minoica. A l'illa de Creta, durant el segon mil·lenni aC, va sorgir una talassocràcia que va governar el mar Egeu fins aproximadament el 1450 aC, quan la capital, Cnossos, va ser saquejada pels aqueus.[84]

Els principals assentaments aqueus van ser Micenes i Tirint i és un poble que s'ha fet famós pel seu protagonisme a la guerra de Troia. Van sucumbir finalment davant uns altres invasors, els doris, cap a l'any 1100 aC.
- Europa Occidental. Una sèrie de cultures es van desenvolupar a Europa, deixant com a testimoni els megàlits, gegantins monuments en pedra com per exemple el que encara es pot observar a Stonehenge. Cap a l'any 1000 aC, els principals assentaments van ser els de Hallstatt i La Tène.[85]

- Hebreus i fenicis. Acabat el poder dels egipcis i dels hitites, van sorgir diverses cultures a Palestina. Els hebreus van ser forts en l'època del Rei Salomó, i van dominar els filisteus, els seus eterns enemics instal·lats a la costa; tot i no arribar a posseir un gran poder militar, van llegar la Bíblia a la posteritat, i van construir un gran poder religiós: el judaisme. A la costa de l'actual Líban va consolidar-se Fenícia,[86]

un poble de mercaders que van arribar a navegar fins a Anglaterra a la recerca de comerç, i un dels seus centres, Cartago, van arribar a formar un gran imperi que va topar amb la República Romana. A Síria es van fer forts els principats arameus, que van sucumbir després sota la força assíria.
- Assiris i caldeus. Cap al segle viii aC els assiris, un poble del nord de Mesopotàmia, van iniciar una vasta expansió militar a Palestina, arribant fins a Egipte. El 612 aC van ser derrotats per una coalició liderada pels caldeus; el poder caldeu va governar Mesopotàmia fins al 538 aC, data en la qual van ser derrotats pels perses.

- Etrúria. A Itàlia va sorgir la cultura dels etruscs, que va governar el nord de la península aproximadament entre els segles x i iii aC, sucumbint davant la pressió cultural i militar dels romans.

- Celtes. Els celtes es van allotjar a Europa Occidental durant el mil·lenni I aC, i la seva cultura es va propagar, amb referents actuals, des d'Espanya fins a Polònia i des d'Anglaterra fins a Turquia. Finalment, van ser derrotats pels romans, i només va sobreviure un únic reducte, a la llunyana Irlanda, fins que aquest va ser destruït pels vikings.

### Imperis eurasiàtics
Cap a finals del mil·lenni I aC, per una sèrie de circumstàncies, moltes regions d'Euràsia van ser unificades sota el poder de diversos imperis:
- Imperi Persa. Els perses van ser un poble indoeuropeu originari de l'Iran; el seu imperi va unificar un gran territori entre Grècia i l'Índia, incloent Egipte i la Transoxiana (Àsia central), entre els anys 538 aC i 330 aC.

- antiga Grècia. Després d'una edat fosca, època en què van florir Homer i Hesíode, els grecs van iniciar una gran expansió geogràfica, que els va portar a fundar colònies per tota la Mar Mediterrània. Jònia primer, Atenes després, i Alexandria més endavant, van ser centres culturals de la civilització, on filòsofs, científics i artistes van dur a terme grans creacions intel·lectuals. Després que Alexandre el Gran hagués conquerit tot l'antic Imperi Persa i propagués la cultura hel·lènica, la regió va dividir-se en diversos regnes, sent els més importants el dels làgides a Egipte i l'Imperi Selèucida a Síria i Mesopotàmia. Ambdós van subsistir, amb més força el primer, fins a l'època romana.

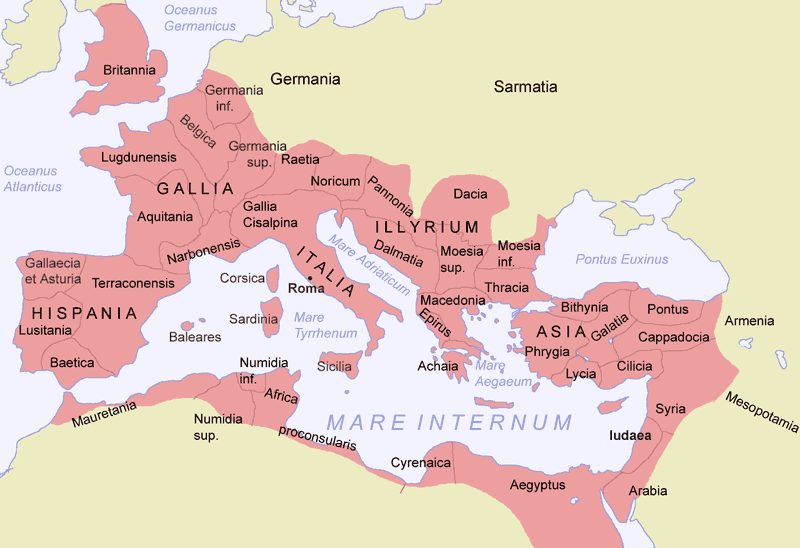
Màxima extensió de l'Imperi Romà amb Trajà (circa 117)

- Imperi Romà. Els romans van sorgir a la península Itàlica, i després d'imposar-se a etruscs i cartaginesos, ampliaren el seu territori conquerint i colonitzant tot el Mar Mediterrani, sobre el que van exercir un domini absolut entre el 31 aC i el 395, data en què es va fraccionar de manera definitiva en dues meitats. Els romans havien conquerit els territoris de la Gàl·lia, la Hispània i la Britànnia, i durant un temps van arribar a controlar la Germània.

- Imperi Romà d'Orient. La disgregació progressiva de l'Imperi Romà coincideix amb la difusió del cristianisme que havia arribat del Pròxim Orient i s'escampà i arrelà amb força. Al segle v, la part occidental de l'Imperi Romà és conquerida per tribus germàniques i s'escindeix en diversos estats guerrers que, en general, s'integren en el si de l'Església catòlica romana. L'altra meitat de l'imperi, la meitat oriental, va prendre el nom d'Imperi Romà d'Orient. Alguns segles més tard, una unitat similar seria restablerta a l'Europa occidental amb la creació del Sacre Imperi Romanogermànic que reagrupà diversos estats existents al territori de les actuals Alemanya i Itàlia.

- Imperi Part i Imperi Sassànida. Desplomat l'Imperi Selèucida, va sorgir l'imperi dels parts a Pèrsia, que va dominar la zona entre el 226 aC i el 221. Els parts, al seu torn, van ser succeïts pels sassànides, l'imperi del qual va durar fins a la conquesta dels musulmans, el 651.

- Bactriana i l'imperi Kushan. A l'Àsia central, els grecs, en enfonsar-se l'Imperi Selèucida, es van independitzar i van crear el regne de Bactriana, i més endavant van envair l'Índia i van destruir l'imperi Maurya. Quan el regne grec de Bactriana va entrar en decadència, van ser reemplaçats per l'Imperi Kushan.

- Imperi Han. En un entorn gairebé completament diferent, a part de tímids contactes amb pobles de l'Àsia central, la Xina va ser unificada durant uns quatre-cents anys per dues dinasties, l'Han Anterior i l'Han Posterior, entre els segles II aC i el II.

### La Xina i l'Àsia oriental
Als darrers segles abans de Crist, nombrosos pobles intentaran desenvolupar-se i competir amb els grans imperis existents. Per exemple, els maurya controlaren una gran part del subcontinent indi, i a la Xina la unitat política permeté a les dinasties Qin i Han consolidar el paper de l'emperador, de millorar les comunicacions i de crear monopolis d'estat.

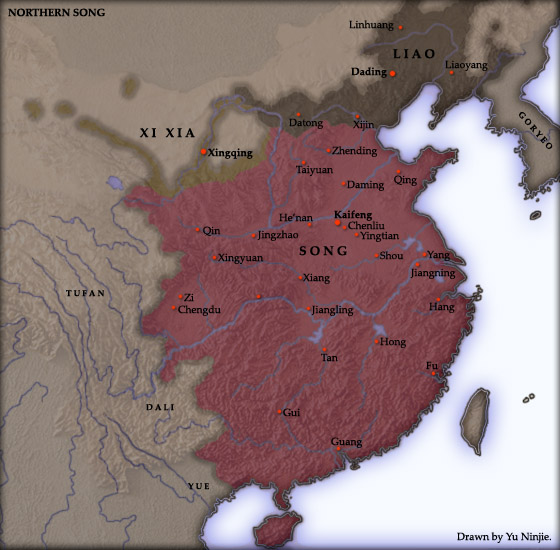
Dinastia Song del Nord

Les dinasties se succeïren i, al segle iv tribus nòmades provinents del nord començaren a envair la part septentrional de la Xina, on establiren nombrosos regnes petits. El 581, la dinastia Sui reunificà la Xina que conegué una segona edat d'or amb la dinastia Tang (618-907). Però els conflictes forçaren el final de la dinastia Tang, que quedà dividida, i caldria esperar al 982, amb l'arribada de la dinastia Song, perquè la Xina quedés reunificada, després de cinquanta anys d'agitació.
La Xina, en aquesta època, ja té una economia monetària avançada. La seva pagesia és lliure i produeix molt més del que consumeix, fent possible el comerç dels seus excedents i desenvolupant així una dinàmica econòmica força activa. La Xina és la regió eurasiàtica més urbanitzada i la més avançada tecnològicament. Tenen una bona indústria metal·lúrgica, saben construir ponts penjants, utilitzen la manxa d'èmbol (vegeu pistó), la impremta i la brúixola. A la Xina de la dinastia Song es van viure diverses transformacions que Europa tan sols coneixerà alguns segles més tard; però els atacs dels manxús i, després, la conquesta dels mongols el 1279 frenaran aquest desenvolupament.
Tanmateix, la pressió dels nòmades del Nord s'accentuà i, el 1141, la Xina septentrional fou conquerida pels manxús. Tot i així, la força més poderosa arribaria uns anys més tard; el 1279, l'imperi Mongol s'apoderà de la totalitat de la Xina i de gran part de l'Euràsia, quedant lliures tan sols la part occidental i central d'Europa, i el Japó.
Molt més endavant, durant la dinastia Ming, es produí una revolució comercial de vegades qualificada de «capitalisme embrionari», però acaba amb un fracàs. Els Ming són finalment suplantats per la dinastia Qing que coneixen de manera inicial un període de calma i de prosperitat però són cada vegada més el centre d'interès de les potències occidentals.

### Àfrica abans dels europeus

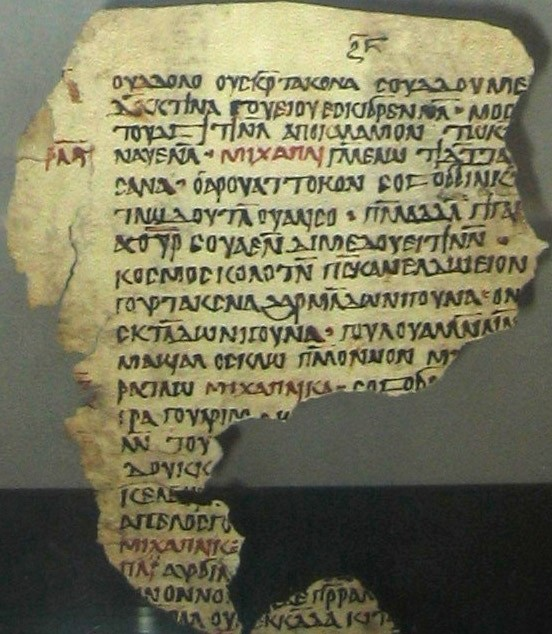
Pàgina d'un manuscrit de l'antiga Núbia (segles IX-X).

La irradiació de les antigues cultures negres de l'antic Egipte, Núbia, Etiòpia, conformarien les societats negres de l'Àfrica. Les successives crisis invasores que van patir els antics egipcis van provocar constants desplaçaments de poblacions des de la vall del Nil cap a la resta de l'Àfrica.
L'entrada dels bantus a l'edat de ferro va fer que aquests adquirissin un avantatge tecnològic que va donar lloc a la gran expansió bantu amb la que es van convertir en majoria en el territori dels khoisans entre el 1500 aC i el 1600. Van erigir vasts imperis (la Gran Zimbabwe, el Regne del Congo, Regne de Matamba…) que foren capaços d'impedir la total colonització europea d'Àfrica fins al segle xx.
Alguns enclavaments cristians perduren a l'Àfrica del Nord-est, a Núbia i a Etiòpia –regions amb un contacte amb el món mediterrani que ve de molt antic–, però la resta de l'Àfrica septentrional es converteix a l'islam i sota la seva influència es desenvolupa el comerç a través del Sàhara, font d'ingressos substancials i d'intercanvis culturals que permeten l'emergència de diversos regnes a la zona del Sahel com l'imperi de Mali, l'imperi Wolof o el Regne de Dendi.

### Amèrica precolombina

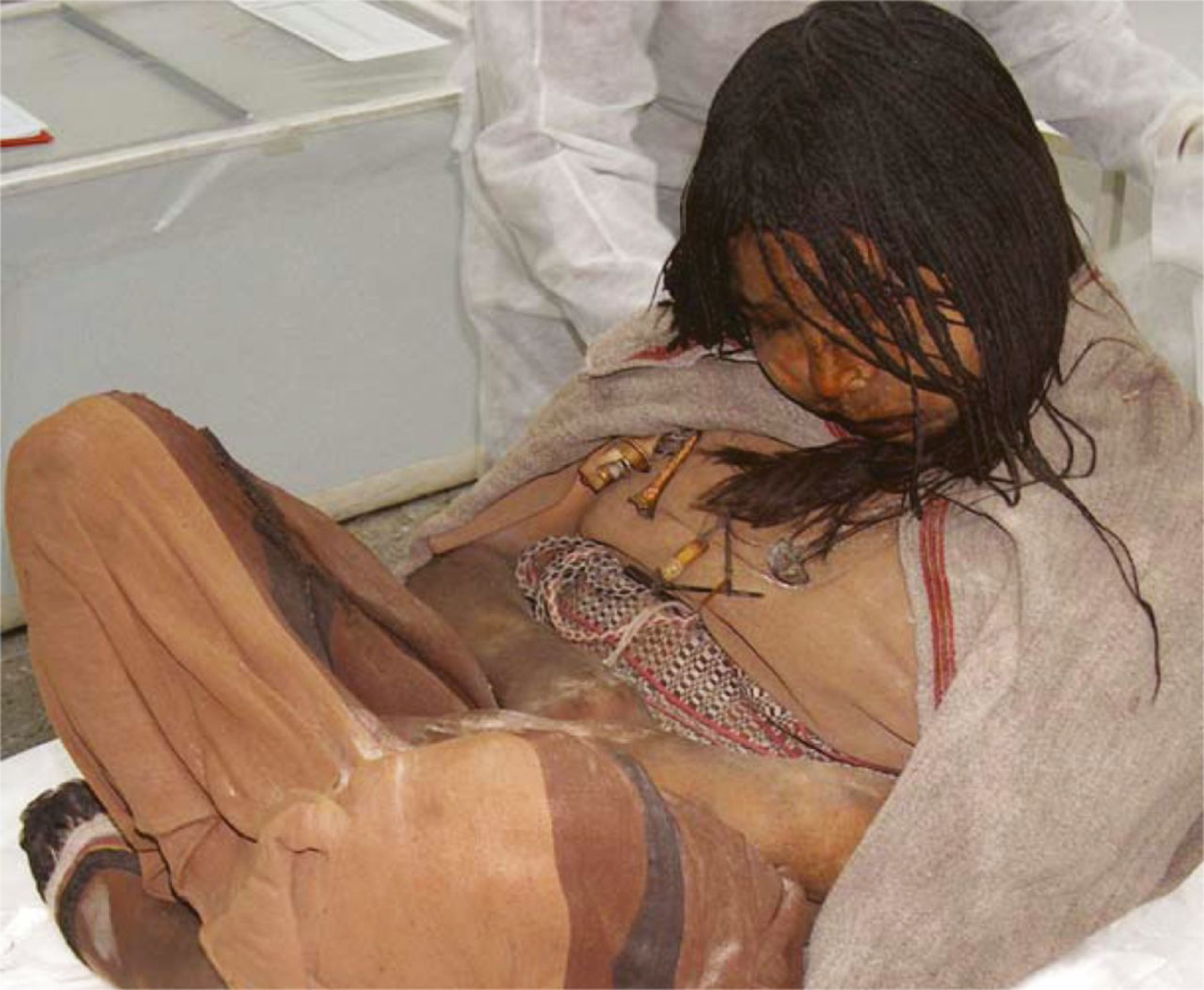
Mòmia inca.

De manera completament independent a tot l'anterior, van sorgir a Amèrica una sèrie de civilitzacions, agrupades en dos grans troncs: 
- Mesoamèrica (actual Mèxic i Guatemala), on cal destacar les cultures olmeca, maia, zapoteca, mixteca, txitximeca, tolteca, asteca i anasazi. Les més importants són sobretot l'imperi Maia i l'imperi Asteca. A mesura que la cultura olmeca declina, les ciutats estats maies es multipliquen i prenen importància, i la cultura maia es propaga a través de la península de Yucatán i les regions veïnes. Pel que fa als asteques, la seva societat es construeix sobre la base de cultures anteriors que han conquerit, com és el cas de la tolteca.

- Els Andes, a Amèrica del Sud, on als segles XIV i XV floreix l'imperi Inca. Tawantinsuyu regna sobre tota la cadena andina amb centre a la seva capital, Cuzco. La cultura inca, pròspera i avançada, resta cèlebre per les seves excel·lents obres de maçoneria i la seva xarxa de carreteres.

## Edat mitjana

### Unes pinzellades
Amb l'excepció de la Xina, amb un desenvolupament històric força independent, els segles III, IV i V són temps de grans commocions polítiques, en part per la decadència interna dels regnes, i en part per les pressions de bàrbars procedents del nord, com els pobles germànics, o els huns. D'aquestes commocions, només l'Imperi Romà d'Orient –que pateix una davallada entre l'època de Justinià I i la de Lleó III Isauri–, l'imperi Sassànida i l'imperi Gupta de l'Índia, aconsegueixen sobreviure. Aquest enfonsament general marca tradicionalment el pas de l'edat antiga a l'edat mitjana.

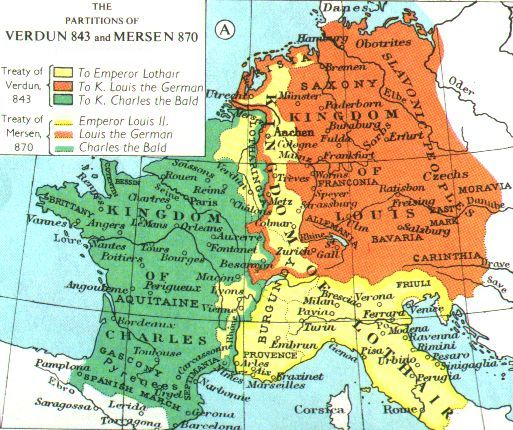
Divisió de l'Imperi Carolingi (843-870)

L'Occident cristià pateix invasions que l'afecten profundament; a partir del segle v, una gran part del territori de l'antic Imperi Romà d'Occident són devastades, i els efectes perduren fins a mitjans del segle viii, amb la consolidació de l'Imperi Carolingi.
Un nou període d'invasions mortíferes colpeix l'occident a partir del 820 amb tres grans focus d'invasions: des del nord els vikings, des del sud els sarraïns, i des de l'est els hongaresos. Aquestes invasions desfan el domini carolingi, que s'esfondra, excepte a la zona de l'actual Alemanya, on sobreviu amb el nom de Sacre Imperi Romanogermànic.
A partir de mitjans del segle x la situació es restableix parcialment, i occident coneix un nou període d'expansió. A Occident, l'any mil és, contràriament a algunes idees preconcebudes, un període de renaixement i, encara que tímidament, es comença a establir relacions amb l'Orient i el món islàmic. Aquest despuntar cultural, té algunes figures destacades, com grans humanistes de la talla de Silvestre II i Otó III del Sacre Imperi.
Les lluites entre els grans imperis han estat una constant de la història i entre elles destaca, al segle viii, la que enfronta el califat –que s'estén des d'Espanya fins a l'Iran–, i la Xina dels Tang –que abasta un territori que anava des de Xinjiang fins a Corea–; aquests dos grans imperis lluiten durant dècades pel control de l'Àsia central. Posteriorment, arriba a florir un imperi encara més gran i poderós: l'imperi Mongol. Al segle xiii, els mongols dominen un extens territori, amb unes dimensions com no havia assolit cap altre imperi.
Els primers centres de poder, amb una base econòmica agrícola, depenen fortament de l'entorn natural. La seva producció és limitada i tenen pocs recursos per minimitzar les catàstrofes naturals que successivament afectaven el seu desenvolupament. Al voltant de l'any mil, els progressos tecnològics i la riquesa generada pel comerç permeten una certa independència, molt més marcada als països on l'agricultura és més productiva, com és el cas de la Xina, l'Índia i certes regions del món islàmic.

### L'impuls de les grans religions

Els símbols de les religions més esteses

Amb la caiguda dels primers grans imperis, prenen protagonisme diverses religions de caràcter ecumènic i que, tot transcendint el nacionalisme dels cultes primitius, es transformen en propostes més obertes a tota la humanitat i, d'aquesta manera, impulsen la transformació de les civilitzacions eurasiàtiques; són el cristianisme, l'islamisme, l'hinduisme i el budisme Mahayana. Arriben a formar part de totes les societats des d'Irlanda, en l'extrem més occidental, fins al Japó, en la part més oriental. El món cristià, després de patir les invasions germàniques, es divideix en dos grans blocs: l'Imperi Romà d'Orient a l'est, i el món feudal a l'oest, que són representatius de l'edat mitjana a Europa.
L'Islam apareix al segle vii i es converteix en una de les forces més actives de la història mundial. Tot i que inicialment només compta amb uns pocs adeptes, en poc temps se serà el bressol sobre el qual es construeixen nombrosos imperis al Pròxim Orient, a l'Àfrica del Nord, a l'Àsia central, a l'Índia, i a l'actual Indonèsia.
En l'època del califat Abbàssida, la cultura islàmica assoleix un grau de desenvolupament sense precedents. Les creacions científiques, econòmiques i culturals islàmiques passen a Europa a través d'Itàlia o d'Espanya. Per la seva part, el món xinès influeix decisivament a la cultura japonesa a través dels seus monjos budistes, en tant que la influència de l'Índia és decisiva en l'aparició dels imperis Khmer i Srivijaya, a Indoxina i Insulíndia, respectivament. Al mateix temps, l'influx del nestorianisme integra els habitants de l'estepa eurasiàtica a la civilització.

### Europa i la resta del món
Després d'una pausa des de mitjans del segle xi i començaments del xii, a Occident s'observa un renaixement, i l'origen cal buscar-lo en els contactes establerts amb la civilització àrab-musulmana a l'edat mitjana. Són, doncs, desenvolupaments impulsats per la relació amb la resta del món eurasiàtic, i es manifesta amb una motivació pel coneixement que es concreta amb la creació d'universitats com la de Bolonya, París, Salamanca i Oxford. En aquests centres del saber s'imparteixen quatre disciplines bàsiques: el dret, la medicina, la teologia i les arts. Tot i així, aquest desenvolupament presenta fluctuacions, amb diferents moments de retrocés provocats per catàstrofes com la gran pesta o la guerra dels Cent Anys.
Durant els segles XIII a XVI, a conseqüència del desenvolupament científic i tècnic, i un cop acabades les invasions dels mongols a la Xina, l'Índia, l'Orient Mig i Europa, l'estepa es transforma en un gran mitjà de comunicació per al comerç i l'intercanvi cultural, i és aprofitada per comerciants com Marco Polo. Una mica més tard, a la Xina, l'emperador Yongle, el tercer de la dinastia Ming, envia vaixells mercantils a les costes de l'est d'Àfrica; malgrat tot, aquesta iniciativa no troba continuïtat en els seus successors i no té més conseqüències.
Dins el panorama mundial, Euràsia és un món cada cop més interconnectat i, fora d'aquesta regió, la resta segueix immers en el seu relatiu aïllament.

## Edat moderna

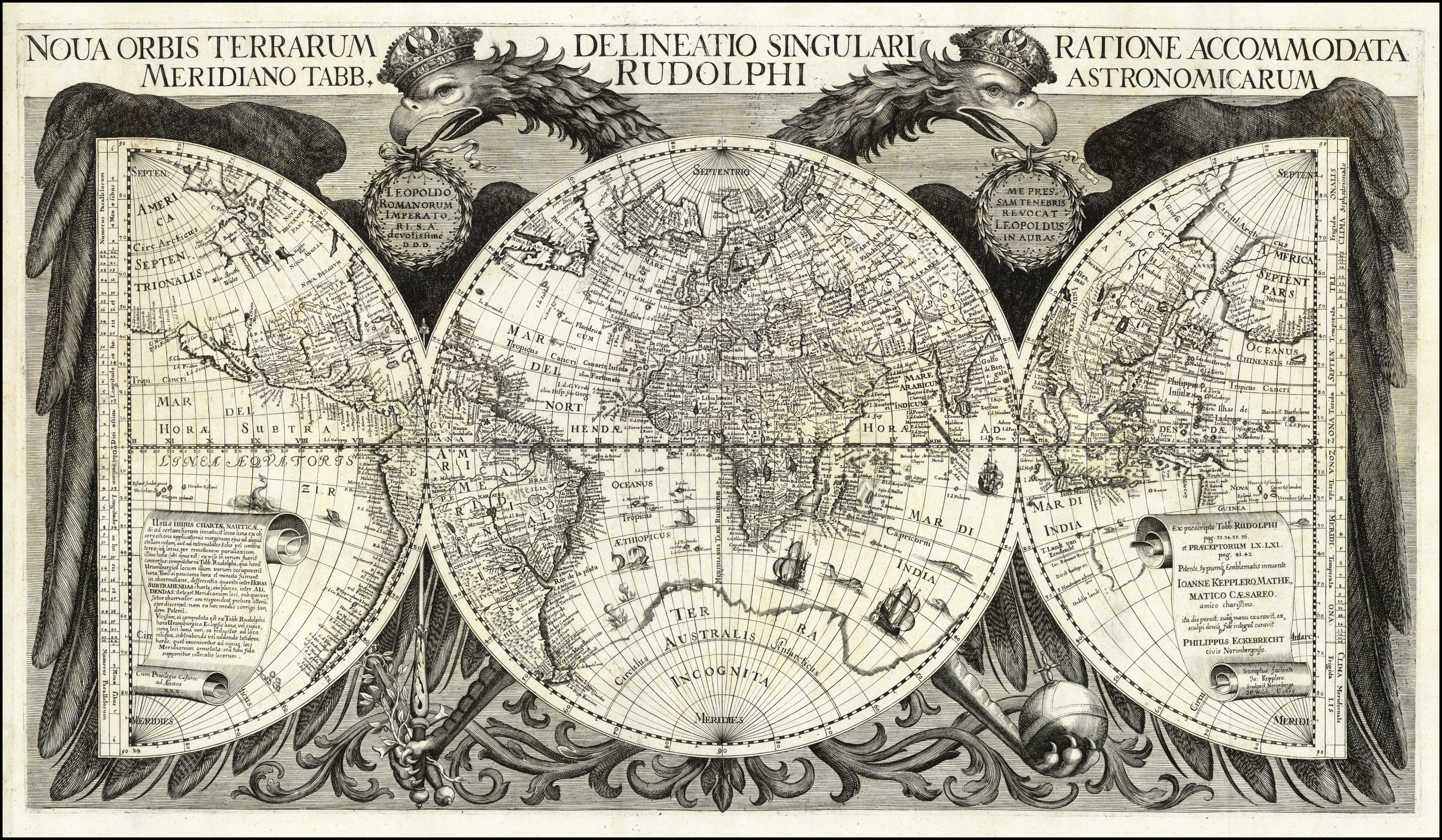
Mapa del món a Tabulae Rudolphinae: quibus astronomicae de Johannes Kepler.

El Renaixement s'inicia a Itàlia durant el segle xiv (Trecento), i al segle xv arriba a altres zones com són Flandes, Alemanya, Espanya i Portugal; a causa de la Guerra dels Cent Anys, la zona francesa no entra de ple fins al segle xvi. Aquest moviment cultural és impulsat pels grans humanistes que, tot i haver estat formats a les universitats catòliques i seguir vinculats a l'Església, tenen altres càrrecs i no depenen dels monestirs o de les escoles urbanes.
L'aparició de la impremta, el 1453, és un gran catalitzador del procés i fa possible una extraordinària difusió del saber, que abasta cercles més amplis, amb un dinamisme impensable uns segles abans. Els avenços tècnics, com per exemple la navegació marítima a gran escala i el desenvolupament de la cartografia, fan possible assegurar una supremacia d'Europa sobre el món, mentre que a l'altre extrem la Xina inicia un replegament sobre ella mateixa, l'edat d'or de la civilització àrab-musulmana entra en decadència.
Les guerres de religió marquen el llindar d'un nou període europeu: els descobriments científics del segle xvii, amb personalitats com Galileu, inicien una revolució impulsada des de la ciència, que no tindrà conseqüències pràctiques immediates però obrirà les portes a un nou tipus de coneixement. Cal esperar el segle xviii perquè els progressos tècnics en la metal·lúrgia i la indústria tèxtil engendrin l'anomenada Revolució Industrial, iniciada a Anglaterra. Alguns països, però, continuen funcionant dins de sistemes de privilegis i no coneixeran veritablement el desenvolupament industrial fins ben entrat el segle xix.

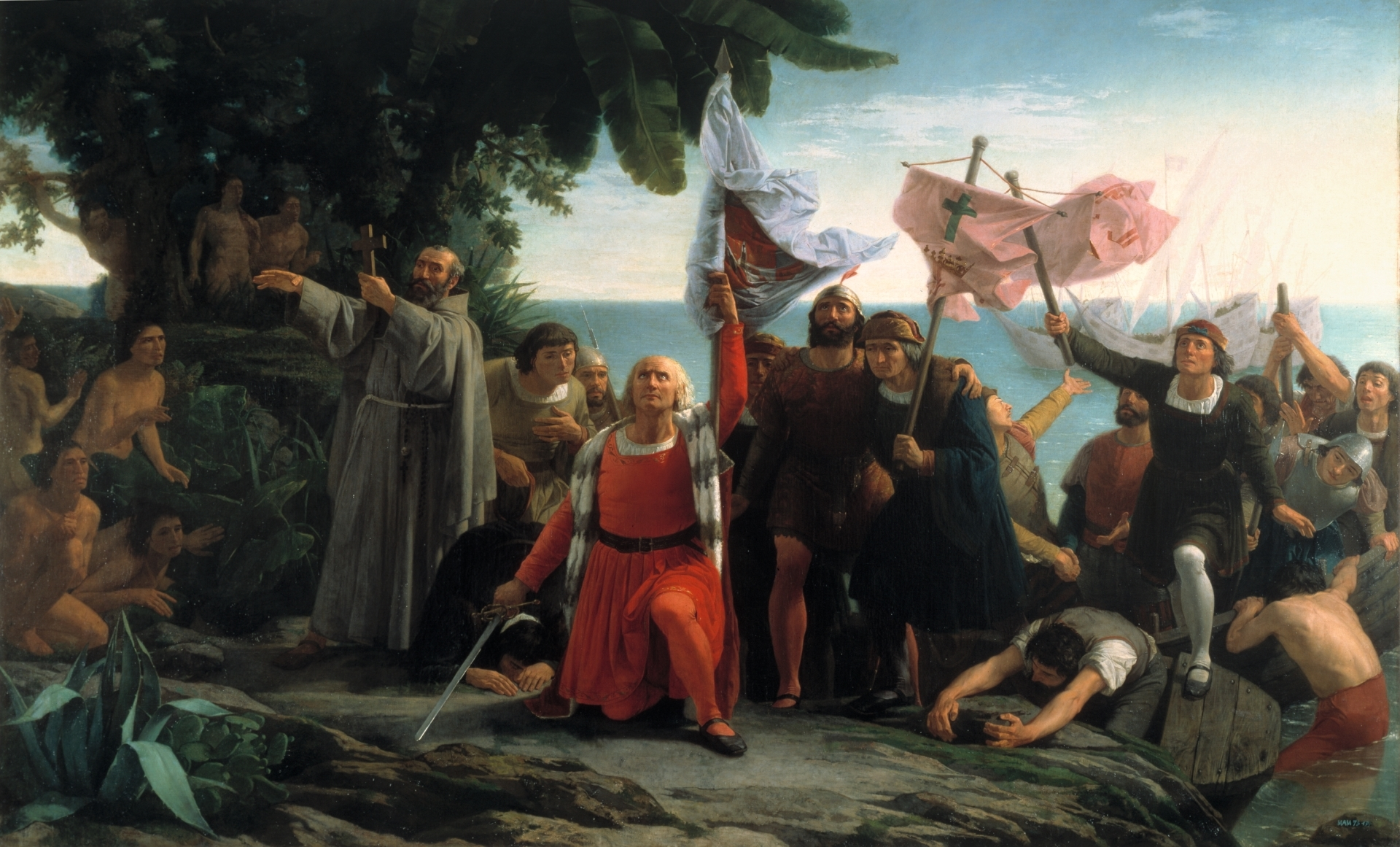
Arribada de Cristòfol Colom al Nou Món

### L'emergència d'Europa
Al segle xvi els navegants europeus s'han convertit en grans viatgers gràcies, entre altres coses, a l'ús de la brúixola i l'aparició de la caravel·la; aquests fets fan possible l'existència d'una xarxa de comunicacions oceàniques que per primera vegada impliquen a tot el planeta. El pioner va ser el portuguès Enric el Navegant que a partir de 1415, impulsa les expedicions marítimes cap a l'Àfrica. Després, Cristòfor Colom connecta Europa amb Amèrica (1492), Vasco de Gama amb l'Índia (1498), i Fernão de Magalhães lidera l'expedició que portaria Juan Sebastián Elcano a circumnavegar per primer cop el globus, en un viatge de més de tres anys (1519-1522).
A inicis del segle xvii s'arriba a la llegendària "Terra Australis", que passa a anomenar-se Austràlia. El coneixement de la Polinèsia és més tardà i cal esperar fins al segle xviii, en què expedicions com les del capità James Cook incorporen dins l'àmbit del control europeu zones com l'illa de Pasqua (1722) i les Hawaii. També en aquesta època són confirmades les hipòtesis sobre l'existència d'un mític continent austral, i es reben notícies de l'existència del que s'anomenarà l'Antàrtida.

### L'imperialisme europeu
El segle xvi va significar l'inici de l'imperialisme europeu sobre la resta del món. Fins aleshores, però, Europa emergeix lentament de l'edat mitjana i viu immersa en els canvis i trastorns de l'inici de l'edat moderna, com foren l'absolutisme, la reforma protestant i el naixement del capitalisme); en aquest sentit, encara és una regió relativament endarrerida en relació amb altres zones del planeta.

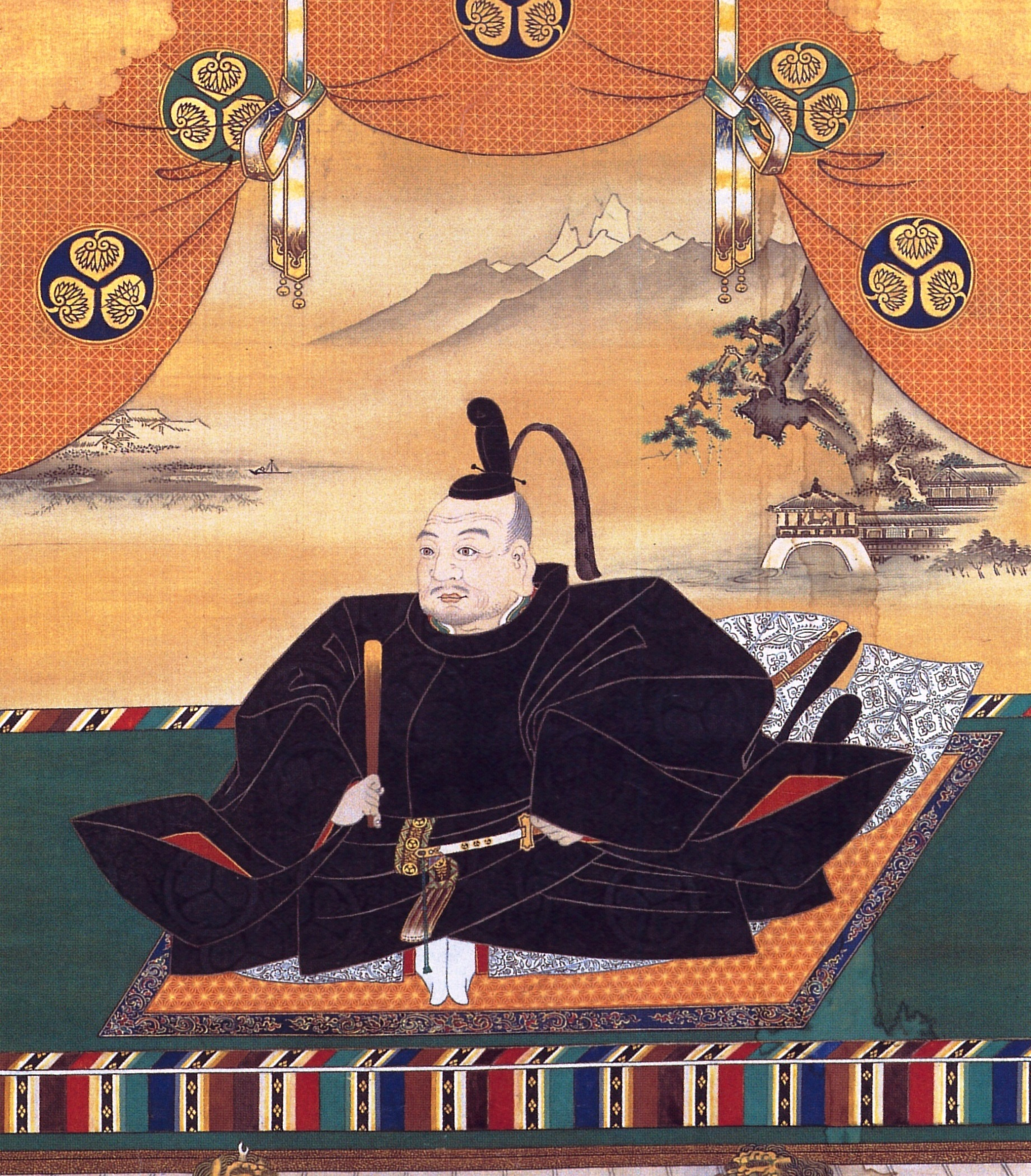
El shogun Tokugawa Ieyasu

Quan comencen llur expansió cap a l'Extrem Orient, els europeus són rebuts amb condescendència i curiositat. La Xina, des de 1368, està governada per l'Imperi Ming, i es mostra tafanera envers el que arriba del món occidental; tot i així, malgrat accions aïllades, aquests intercanvis no es concreten en progressos visibles. El Japó, al llarg del segle xvi viu una cruenta sèrie de guerres que, el 1602, acaben amb l'arribada al poder del clan Tokugawa; aquest canvi comporta que es reemplaci la política amistosa cap als europeus per una violenta persecució, acceptant-los només a l'illot de Dejima, i tan sols amb objectius comercials. Malgrat això, els europeus aconsegueixen crear enclavaments a Indonèsia i les illes Moluques, gràcies a l'absència de poders polítics o militars poderosos en la zona.
El món islàmic abasta des de l'Índia fins al Danubi, amb una sèrie d'imperis forts i centralitzats: els mongols amb Akbar el Gran a l'Índia, els safàvides a Pèrsia, i els otomans als Balcans i al Pròxim Orient. Aquests centres de poder impedeixen els progressos expansius europeus, que no podran introduir-se a l'Índia fins al segle xviii.
Allà on els europeus obtenen un èxit devastador, és en el continent americà. La seva superior tecnologia militar els permet conquerir en mig segle tota una extensió de terra que va des del Canadà fins a la Terra del Foc. Els espanyols sotmeten asteques i inques, mentre que els portuguesos s'instal·len al Brasil, els anglesos a la costa oriental dels futurs Estats Units, i els francesos al Canadà i la Louisiana. Aquests imperis colonials perduren fins al segle xix. D'altra banda, la sort dels nadius va ser nefasta, ja que la immensa majoria moren víctimes de la guerra, l'explotació econòmica, i les epidèmies.
Els pobles africans pateixen una sort bastant semblant i són deportats lluny de casa seva formant part d'una grandiosa i dramàtica xarxa de tràfic d'esclaus negres que els europeus organitzen a través de l'Atlàntic.

### L'expansió marítima
La fusió d'art i d'humanisme al renaixement on s'incorporen nombrosos coneixements àrabs i europeus, té un bon exemple en el desenvolupament de l'ormeig, l'aparició de la caravel·la que, combinant la vela llatina àrab i el vaixell de tres pals-quadrat europeu, és el primer vaixell apte per navegar per l'oceà. La caravel·la permet que el 1492 Colom travessi l'Atlàntic enllaçant-se, així, Europa, Àfrica i Àsia amb Amèrica.
Amb aquest fet s'assisteix a un dels xocs entre civilitzacions més desequilibrats de la història. Els europeus porten amb ells malalties noves pels indígenes i una espantosa proporció d'ells, potser més del 90%, moren a causa d'una sèrie d'epidèmies en sèrie. Els europeus disposen també de cavalls, acer i armes que els permeten sotmetre amb facilitat els imperis asteca i inca així com altres cultures nord-americanes.

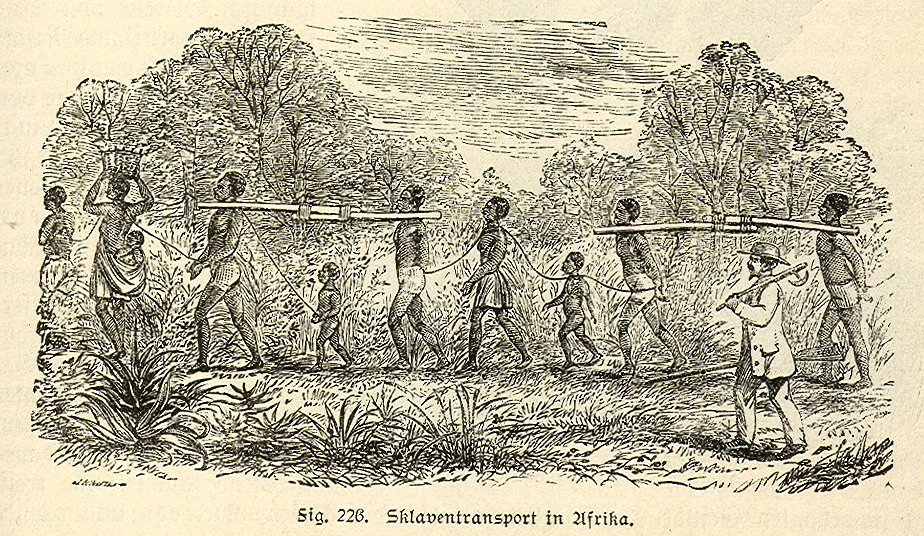
Columna d'esclaus a l'Àfrica occidental.

Es comença llavors a desposseir la regió i els seus habitants de les seves riqueses per expedir-los cap a Europa. Paral·lelament, els colons europeus arriben en gran nombre i per abastar les colònies de la mà d'obra necessària, s'importen milers d'esclaus africans que constitueixen aviat una subclasse racialment definida. A l'Àfrica Occidental, diversos estats costaners prosperen gràcies a aquest comerç d'humans, tot explotant els pobles de l'interior.
A aquesta expansió marítima hi participen els països de la façana atlàntica: Portugal i Espanya, com a precursors i, més endavant, Anglaterra, França i Holanda. L'expansió culmina amb les guerres napoleòniques, una sèrie de conflictes que esclaten entre els segles xvii i XVIII, al final dels quals la Gran Bretanya s'assenta com a primera potència mundial i aconsegueix un imperi que, al seu ple, controla aproximadament un quart de les terres del globus. Era un imperi en el qual, tal com es deia aleshores, «el sol no s'hi pon mai.»
Després d'haver envaït Amèrica, els europeus dirigeixen els seus interessos cap a Àsia. Al començament del segle xix, la Gran Bretanya controla l'Índia, Egipte i la península Malaia, mentre que França s'apodera d'Indoxina i els holandesos d'una part de les "Índies Orientals". La Gran Bretanya ocupa també diverses zones amb poblacions neolítiques, com Austràlia, Nova Zelanda i Sud-àfrica, on emigren nombrosos colons. Al final del segle xix, els europeus es reparteixen els últims territoris africans sense tutela occidental.
A Europa es viu la Il·lustració, corrent filosòfic, polític i social que desemboca en una revolució científica antesala de la gran Revolució Industrial que s'inicia a la Gran Bretanya al començament del segle xix. L'adveniment de la fàbrica, de la fabricació en sèrie i la mecanització trastorna l'economia mundial, ja que permet produir més de pressa i amb una mà d'obra reduïda. La Il·lustració anuncia també el naixement de la democràcia moderna i les revolucions americana i francesa de finals del segle xviii. Aquest concepte de democràcia es desenvolupa i influirà en la qualitat de vida de molts dels habitants del planeta. La Revolució Industrial consagra l'adveniment del ferrocarril i de la navegació a vapor, i fa del carbó un recurs bàsic per l'economia. D'altra banda, serà una de les principals causes que permet multiplicar per deu la taxa de contaminació i els danys causats al medi ambient.

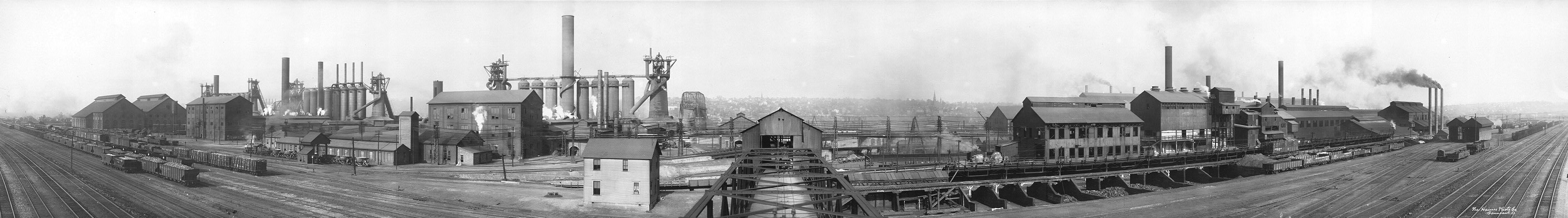
Revolució industrial

### Causes de l'hegemonia
A mitjans del segle xviii, les economies xinesa i europea són les més actives a nivell mundial. Tot i així, a partir del segle xvi -i sobretot de l'any 1750-, Europa comença a manifestar la seva supremacia sobre les altres civilitzacions. Hi ha diverses interpretacions que miren d'explicar el perquè d'aquesta preeminència.
Una de les causes principals podria ser l'avantatge que va procurar a Europa l'expansió de les tècniques de difusió de la informació: la impremta a partir del 1453, que s'adapta malament a l'escriptura xinesa, el desenvolupament de la premsa escrita a partir del segle xvii (la gaseta a Itàlia) i una difusió més àmplia de les idees durant la Il·lustració, amb l'obertura de les biblioteques al públic. Es pot observar, per exemple, com la difusió dels coneixements cartogràfics va afavorir els grans descobriments.

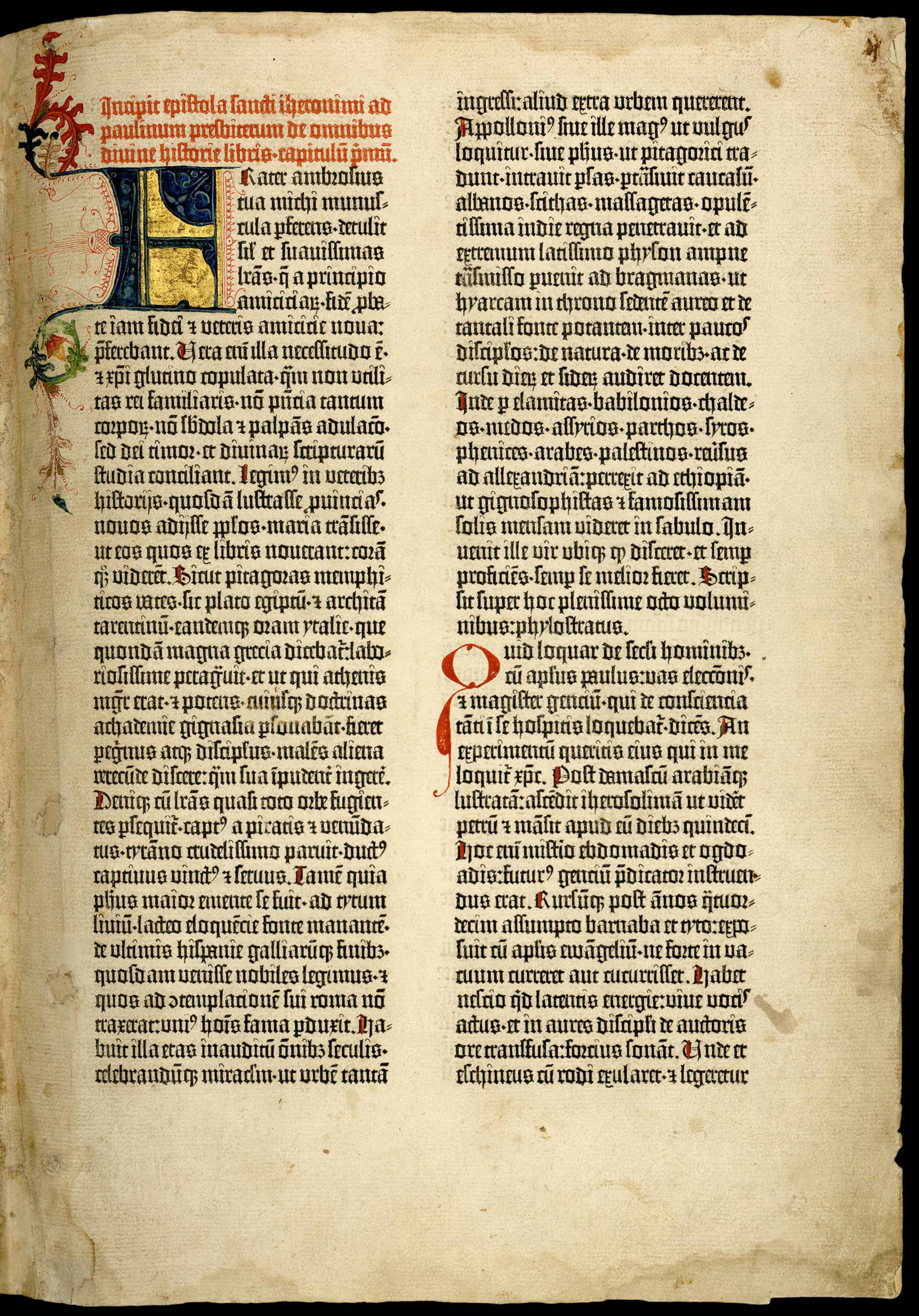
Bíblia de Gutemberg, símbol del Renaixement i de l'humanisme.

Max Weber destaca que la concepció protestant del treball hauria animat els europeus a fer més feina que els altres pobles. Tanmateix, si això es pot aplicar a un cert comportament a partir del segle xvi, no explica el desenvolupament que tingué lloc durant el Renaixement, als segles xiv i xv, ja que aquesta distinció catòlica i protestant no existia en aquesta època.
Una altra explicació, en aquest cas socioeconòmica, fa èmfasi en l'aspecte demogràfic. Europa, amb el seu clergat solter, la seva emigració colonial, una forta mortalitat urbana, les guerres incessants i els matrimonis relativament tardans, coneix una taxa de creixement de la seva població més petita que el de les societats asiàtiques. Mancant mà d'obra, es busquen noves tecnologies que l'estalviïn o la suplantin; com a conseqüència, s'inventen i es construeixen rodes i molins d'aigua, torns i telers i màquines de vapor. També s'ha avançat que les institucions europees, sobretot el dret a la propietat i el lliure mercat, són models superiors als que existien en altres cultures; aquesta idea, però, ha estat recusada per especialistes com Kenneth Pomeranz, tot i que un enfocament revisionista de la història és crítica amb les postures que sistemàticament minimitzen els èxits europeus.
La geografia i el clima, en tot cas, han tingut un paper determinant en la història. Zones com el Pròxim Orient, la Xina i l'Índia estan envoltades de muntanyes que, una vegada salvades, desemboquen en territoris relativament plans. En canvi, el relleu europeu, solcat de cadenes muntanyoses (Pirineus, Alps, Apenins, Carpats) i de masses d'aigua, ofereix una certa protecció que s'ha mostrat eficaç de cara als invasors, almenys durant aquest període. En efecte, abans de l'arribada de les armes de foc, l'Euràsia ha viscut sota l'amenaça dels guerrers provinents de les estepes de l'Àsia central. Amb una capacitat militar superior a la de les poblacions agrícoles que vivien en la perifèria del continent, aquests nòmades difícilment podien ser derrotats quan arribaven a les planures de l'Índia del Nord o a les valls xineses. L'edat d'or de l'islam acaba amb la caiguda de Bagdad en mans dels mongols el 1258, i tant l'Índia com la Xina pateixen invasions de manera periòdica. Europa, i sobretot Europa de l'Oest, ha estat menys subjecta a aquesta amenaça.
En el cas concret dels països àrabs, la tradició musulmana de repartir les riqueses a parts iguals entre els fills impedeix l'acumulació de fortunes que permetin fer grans inversions com les que calia en els projectes marítims. En canvi, les inversions compartides, a l'estil de societats anònimes de la Companyia Holandesa de les Índies Orientals o la Companyia Britànica de les Índies Orientals a inicis del segle xvii, permet dur a terme inversions més arriscades pel fet de compartir-se riscs entre diversos inversors.
Les diferències geopolítiques també deuen molt a la geografia. Durant la major part de la seva història, l'Índia, la Xina i el Pròxim Orient han estat entitats unificades dependents d'un poder únic, l'expansió territorial del qual s'estén fins als confins geogràfics del país, quan es topa amb les muntanyes o el desert. El 1600, l'Imperi Otomà controla quasi tot el Pròxim Orient; els Ming, la Xina; l'Imperi Mongol, l'Índia. Europa, en canvi, està constantment dividida en múltiples Estats més o menys bel·licosos i, amb l'excepció notable de l'Imperi Romà, els projectes paneuropeus són desfets poc després de la seva formació. Paradoxalment, és aquesta competició salvatge entre estats rivals el que ha contribuït a l'èxit de la civilització europea.
En altres regions l'estabilitat limita el creixement. Al Hai jin de l'època Ming, hi ha lleis que prohibeixen la construcció de vaixells marítims o poder marxar del país. Aquesta mesura s'elabora per enfrontar-se a la pirateria, però certs historiadors com John Fairbank i Joseph Levinson pensen que aquestes accions desemboquen en un estancament socioeconòmic i que les ciències i la filosofia queden sotmeses a les tradicions i ofeguen qualsevol innovació. Aquesta tesi, tanmateix discutida, expressa com aquesta estabilitat bloqueja el desenvolupament de la Xina com a potència marítima.
Un altre factor geogràfic és l'existència del mar Mediterrani, el qual ha servit des de l'antiguitat de nexe entre els pobles tot vehiculant els béns, les persones, les idees i les invencions.
El gran esclat del potencial europeu arriba a la segona meitat del segle xix i el començament del xx amb un progrés espectacular de la ciència i de les seves aplicacions tècniques.

### Les grans revolucions

Animació d'una màquina de vapor

Durant el segle xvii, hi va haver certa estabilitat social a nivell mundial. Cal destacar el desenvolupament de la ciència. En el segle xvi, els avenços de Andreas Vesal en medicina o de Copèrnic i Galileu en astronomia canvien la visió del món que tenen els europeus. Estableixen així les bases per una sèrie de descobriments com la teoria de la gravitació de Newton, el descobriment dels microorganismes i del microscopi per Leeuwenhoek o la vacuna d'Edward Jenner. Paral·lelament, els esforços d'inventors com James Watt porten a la creació, a finals del segle xviii, de la màquina de vapor.
Per la seva part, la sèrie de guerres civils a l'Anglaterra del segle xvii fa possible la generació d'un nou sistema polític, la democràcia, amb separació de poders. En aquesta forma de govern troba refugi el principi de la lliure empresa. A més, s'abandona el proteccionisme, molt de moda gràcies a l'escola mercantilista, en benefici del lliurecanvisme. La suma de tot això (democràcia, lliure empresa, lliurecanvisme, màquina de vapor) permet el desplegament de la Revolució industrial. Anglaterra es transforma així en la nació més poderosa de la Terra, i l'Imperi Britànic arriba a cobrir una quarta part dels territoris coneguts.
Aquesta transició, que a Anglaterra és gradual, a la resta d'Occident es produeix de manera brusca i violenta, i va acompanyada de les revolucions liberals:

La llibertat guiant al poble de Delacroix

- La primera és la dels Estats Units, que el 1776 proclama la seva independència; el 1787, després d'uns quants anys d'existència, les Tretze Colònies creen un únic estat de naturalesa federal, i fixen les seves atribucions a la constitució de 1787; tant aquest cos constitucional com la idea d'una nació republicana, es transformen en models i referents universals importants.
- A França, entre 1789 (la Revolució Francesa) i 1870 (la Comuna de París) succeeixen una sèrie de moviments revolucionaris. Després de diversos conflictes, la Revolució Francesa dona lloc al Primer Imperi Francès de Napoleó, el qual és anihilat en la batalla de Waterloo (1815). Els trastorns originats pel maquinisme, la industrialització, la concentració del poder polític en mans de la burgesia i les aspiracions d'una aristocràcia decadent per mantenir el poder provoquen encara els esclats revolucionaris de 1830 i 1848.
- A Llatinoamèrica els conflictes es manifesten en forma de guerres d'independència contra l'imperi Espanyol (1809-1824). A l'inici del procés, els criolls volen obtenir simplement avantatges socials i econòmics, però la dura repressió organitzada per Ferran VII els porta a la rebel·lió oberta, i a reclamar la independència. Cap a 1830, l'antic Imperi Espanyol s'ha fragmentat en una sèrie de repúbliques, moltes d'elles encara inestables però totes, amb l'excepció del Brasil, organitzant-se segons el model republicà.

Cap a la meitat del segle xix, en el món sota influència occidental, la fórmula de govern del segle xviii basada en l'aliança del rei, la noblesa i el clergat, ha estat reemplaçada per les noves oligarquies industrials. Tot això genera, a més, un nou problema que s'ha denominat "la qüestió social", que serà un brou de cultiu per l'aparició del socialisme.

### Industrialisme i colonialisme
La industrialització posa a les mans de les potències colonials europees tot un nou repertori de tecnologies per la guerra, com per exemple el rifle, la metralladora o el cuirassat; la possessió d'aquestes armes els dona la supremacia sobre els exèrcits de les potències no occidentals. Com a conseqüència, aquestes han d'escollir entre occidentalitzar-se o perir. Rússia ho fa de manera pionera a l'època de Pere I el Gran, i l'Imperi Otomà s'hi oposa fins al segle xix. La Xina inicia el canvi només després del desastre de la Guerra de l'Opi (1848), i l'Índia és controlada militarment per Anglaterra a partir de la conquesta de Delhi el 1804, que manté el seu domini malgrat una gran rebel·lió nativa el 1857. Pel que fa al Japó, després de ser obligat a obrir el comerç exterior (1853), comença una occidentalització accelerada durant l'Era Meiji (1868) que el porta, en unes dècades, a ser una de les potències militars mundials.
A començaments del segle xix, Àfrica és un continent gairebé inexplorat, governat per reis tribals, com el cas de Shaka amb els zulus. Però en el transcurs del segle, diversos missioners i exploradors la cartografien gairebé per complet, la qual cosa permet que els imperis colonials l'ocupin i n'explotin els seus recursos. Així, el 1900, ja només queden com a territoris independents Libèria, Abissínia, Líbia, i els últims reductes dels afrikaners estan en procés d'annexió per part britànica.

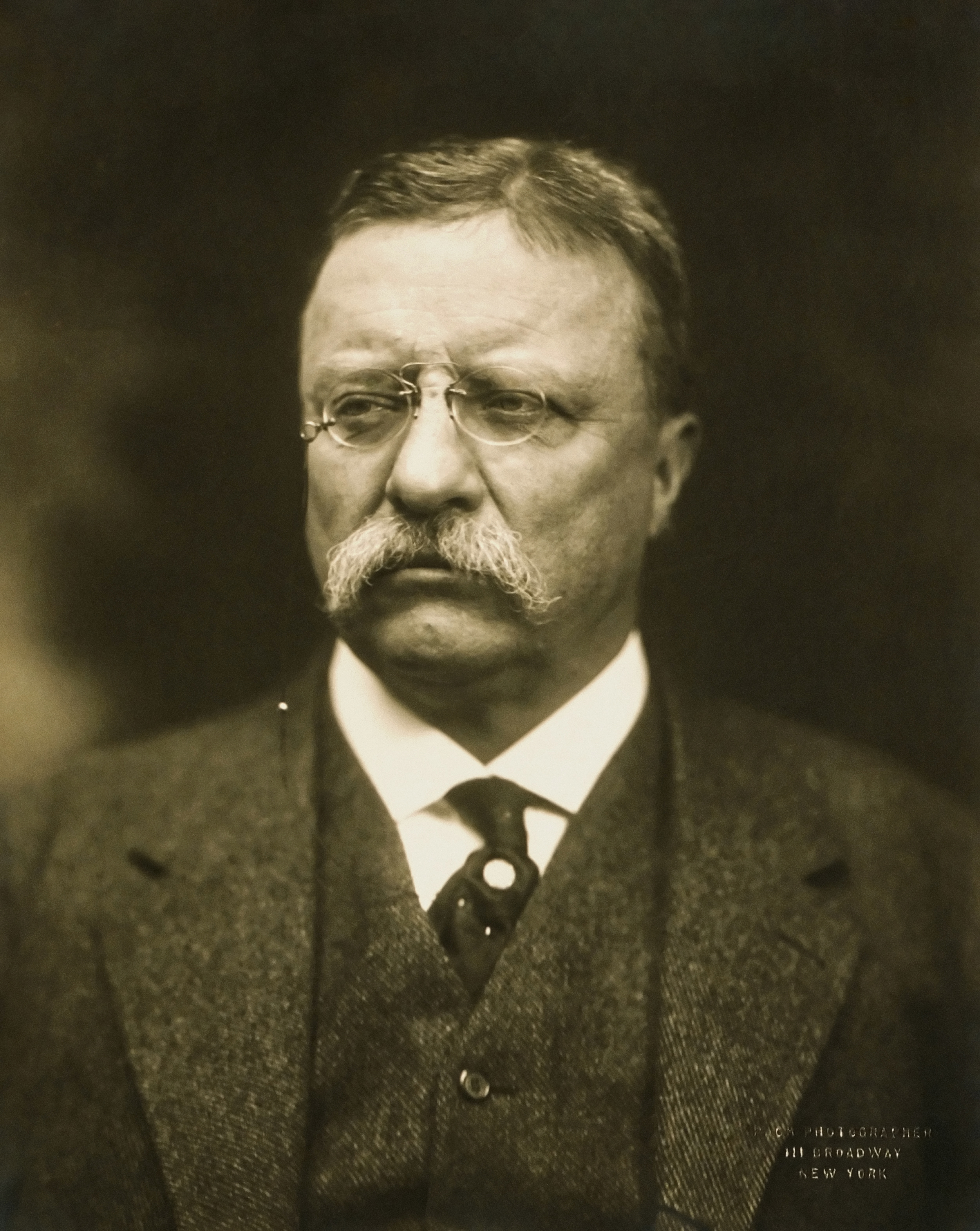
Theodore Roosevelt inicià l'imperialisme dels EUA.

Han existit intents aïllats de potències europees per construir imperis colonials a costa de les repúbliques llatinoamericanes com, per exemple, la invasió de França contra Mèxic (1864-1867) sota el govern de Benito Juárez, o la invasió d'Espanya de Xile i el Perú el 1865-1866, intents que acaben en fracàs. Però a finals del segle xix, seguint la Doctrina Monroe de l'aïllament continental americà, els Estats Units comencen a crear una esfera d'influència dins la regió, esfera que el president Theodore Roosevelt va anomenar el Big-Headed, i representa l'inici de l'imperialisme dels EUA. L'exemple més visible és la independència de Panamà i la cessió als Estats Units d'una zona per construir un canal transoceànic a la regió.
La industrialització i la producció en sèrie fan possible l'abaratiment dels costos de producció. Per primera vegada, béns considerats de luxe estan a l'abast de moltes persones, el què comporta l'aparició de la societat de consum. Amb el canvi de segle, del XIX al XX, l'aparició de lleis laborals que protegeixen als treballadors afavoreix l'aparició d'una classe mitjana i d'una societat pròspera basada en el consum a gran escala. Això provoca l'aparició de greus conflictes socials, en els quals les organitzacions de treballadors (sindicats), en moltes ocasions, són prohibides i perseguides. El 1935 es fa un pas decisiu a França, i es decreta l'obligació del descans dominical.
D'altra banda, el progrés de la medicina, amb investigadors com Louis Pasteur i altres, i les millores en salut pública fan possible que s'allargui notablement l'esperança de vida de les persones. Malgrat tot, aquesta prosperitat afecta només Europa i els Estats Units, i parcialment Llatinoamèrica. A la resta del món, quatre cinquenes parts de la població continua vivint en condicions de vida medievals.

## Elseglexx
Durant el segle xx es viu una inversió de l'ordre mundial: el domini europeu disminueix, en part a causa de les destruccions causades per la Primera i la Segona Guerra Mundial i per les despeses que generaren. Paral·lelament, els Estats Units i la Unió Soviètica es converteixen en dues superpotències. L'Organització de les Nacions Unides (ONU) és creada amb l'objectiu de prevenir les guerres entre nacions, objectiu que no sempre podrà satisfer. La caiguda de la Unió Soviètica al començament dels anys 90, fa dels Estats Units l'única superpotència del món i alguns la descriuen com una "hiperpotència". Però, al seu torn, aquesta s'ha de confrontar, a principis dels anys 2000, amb dues noves superpotències econòmiques naixents: l'Índia i la Xina.
El segle xx veu també l'aparició de poderoses ideologies no religioses. La més influent és el comunisme que, amb l'embranzida de la seva victòria del 1917 a la Unió Soviètica, s'estén per Europa de l'Est a partir de 1945, la Xina el 1949, i després per altres nacions del Tercer Món en el transcurs dels anys 50 i 60. Els anys 20 veuen com dictadures militars prenen el control d'Alemanya, d'Itàlia, el Japó i Espanya.

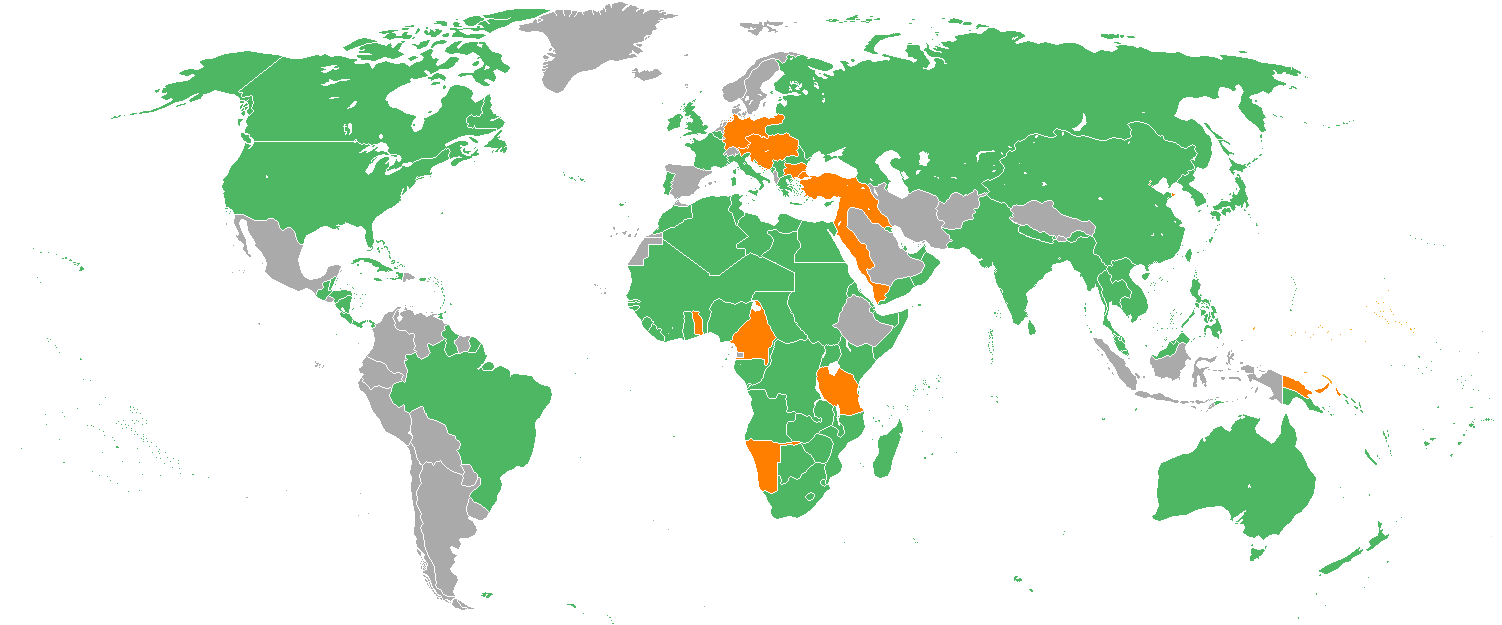
Països implicats en la Primera Guerra Mundial.

Aquests canvis es produeixen amb el rerefons de guerres d'unes dimensions sense precedents històrics, tant en la seva amplitud com en les devastacions que arrosseguen. La Primera Guerra Mundial fa desaparèixer nombroses monarquies europees i debilita França i la Gran Bretanya, mentre que la Segona provoca la caiguda de la majoria de les dictadures militars europees i consagra l'expansió del comunisme.
Durant quaranta anys, els Estats Units, la Unió Soviètica, i els seus aliats respectius viuen en un clima de guerra freda i amb el temor d'una anihilació per l'acció de les armes nuclears. La Unió Soviètica es desmembra en el transcurs dels anys 90 i certes antigues repúbliques segueixen lligades a Rússia al si de la Comunitat d'Estats Independents mentre que altres prefereixen apropar-se a l'Europa occidental, esdevinguda la Unió Europea.
Durant aquest segle, es porten a terme immensos progressos tecnològics i el nivell i l'esperança de vida de la majoria dels éssers humans augmenta. L'economia mundial ja no es basa en el carbó sinó en el petroli, i nous mitjans de transport i de comunicació interconnecten d'una manera contínua la comunitat mundial. Els problemes mediambientals s'agreugen, tot i que la contaminació urbana és menor que a l'època de l'ús massiu del carbó.
En el transcurs de la segona meitat del segle xx, el naixement del que s'anomena l'era de la informació i la globalització generen un creixement espectacular dels intercanvis culturals i comercials a nivell de tot el planeta. La ciència aconsegueix enormes progressos en els dominis del que és infinitament gran -l'exploració espacial apunta cap als límits del sistema solar -, i del que és infinitament petit, revelant els misteris de l'ADN i fent possible conèixer la seqüència de la genoma humà amb totes les perspectives mèdiques que això deixa entreveure. El nombre de publicacions científiques publicades anualment supera avui, de molt, el conjunt de totes aquelles publicades abans de 1900. La taxa d'alfabetització mundial és en constant augment mentre que la mà d'obra necessària per a la producció alimentària està en regressió.
L'aspecte negatiu que s'entreveu, com a conseqüència d'aquesta successió de grans avenços, és la possibilitat real d'una destrucció planetària provocada per factors com són la proliferació nuclear, el canvi climàtic i l'efecte hivernacle o, una altra conseqüència mediambiental de l'ús de les energies fòssils, els conflictes internacionals deguts a la minva dels recursos naturals com s'observa en la geopolítica del petroli.

### Problemàtica ambiental
La Segona Revolució Industrial permet l'explotació dels recursos planetaris a una escala mai abans vista. Això té dues conseqüències relacionades entre si. D'una banda, la població mundial creix i apareix el fantasma de la superpoblació; per una altra, s'inicia la sobreexplotació del medi ambient. S'inicia així la degradació d'ecosistemes a escala terrestre, a causa de la contaminació i la pèrdua d'espècies, i la consegüent progressiva i dramàtica disminució de la biodiversitat.
Cap al 1835, els éssers humans assoleixen per primera vegada la xifra de mil milions d'habitants, i des de llavors, aquesta xifra s'ha duplicat unes quantes vegades. A més, des de mitjans del segle xix, les emissions de diòxid de carboni com a producte de la crema massiva de combustibles fòssils (carbó, petroli), sembla que ha contribuït a generar un efecte hivernacle que, a principis del segle xxi, és una amenaça contra la vida sobre la Terra encara difícil de mesurar.

### Conflictes de poder
El 1914, un incident d'aparença menor, l'assassinat de l'arxiduc Francesc Ferran d'Àustria, desencadena la Primera Guerra Mundial. Malgrat les seves dantesques conseqüències, la pau no és satisfactòria per tots els implicats en el conflicte, i arriba una Segona Guerra Mundial. El resultat d'aquells anys (1914-1945) representen la ruïna i el final dels imperis colonials i la divisió del món en dues esferes d'influència: la dels EUA i la de l'URSS.

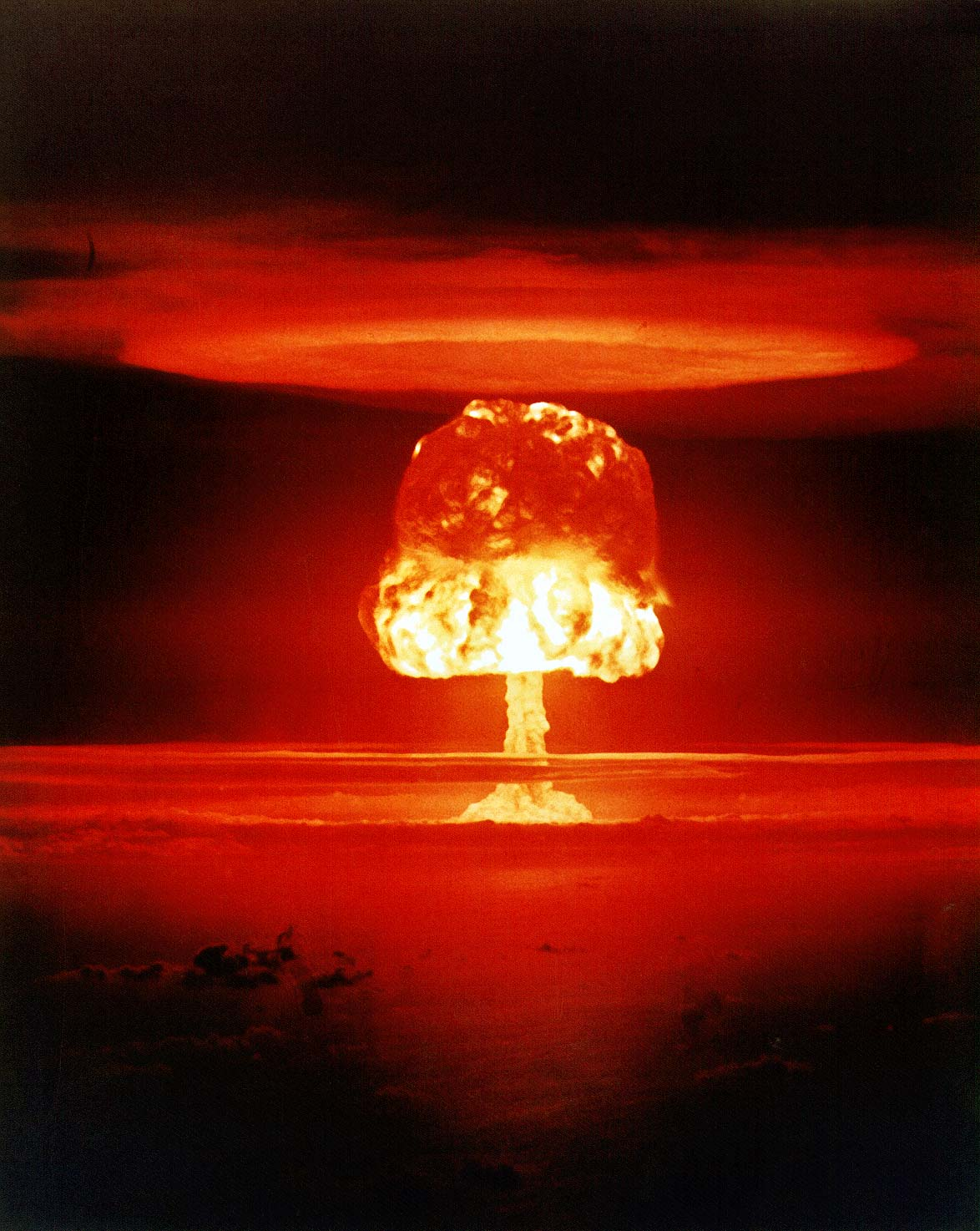
Explosió atòmica a l'atol de Bikini

Una altra conseqüència és que, per primera vegada, a causa de l'existència de l'arma més terrorífica mai inventada, la bomba atòmica, la humanitat té la possibilitat d'aniquilar-se completament a si mateixa. D'aquesta manera, fa acte de presència l'anomenat "equilibri del terror", la por a l'ús d'armes nuclears, situació en el que la humanitat viu immersa des d'inicis dels anys 50 fins a finals dels 80. Tant els EUA com l'URSS busquen el domini mundial però el temor de l'arsenal nuclear enemic els porta a desestimar la confrontació oberta; per això, a aquest període se l'anomena la "guerra freda".
Aquest enfrontament ha involucrat la resta de països del món, ja que cada superpotència tracta de fer-los caure o de mantenir-los dins les esferes d'influència respectives, gràcies a règims titella que defensen els interessos americans o soviètics. En aquest context, el 1945, es construeix un nou ordre mundial amb l'objectiu d'evitar que es tornin a repetir desastres humanitaris com les guerres mundials; aquest fet es concreta amb la creació de l'Organització de les Nacions Unides (ONU), i el 1948 es formula la Declaració universal dels drets humans. Els temps han demostrat que l'ONU ha estat relativament insolvent per controlar les dues grans potències.
Per la seva banda, tant els EUA com l'URSS han defensat activament la descolonització i desmantellant dels imperis colonials de França, Anglaterra i Alemanya, i han intervingut directament en el control de les noves nacions creades. El resultat han estat l'aparició de cops d'estat cruents i guerres ètniques, religioses o civils sagnants, que han fuetejat l'Àfrica i l'Àsia durant tota la segona meitat del segle xx. Així, a l'eix "Est-Oest" (URSS-EUA) cal afegir un eix "Nord-Sud", configurat pels països rics i els països pobres. Als països més pobres i endarrerits se'ls ha denominat "Tercer Món", perquè es considerava que no tenien cabuda en cap dels altres dos mons, el del capitalisme nord-americà i el del comunisme soviètic.
La intensitat de les hostilitats entre els Estats Units i la Unió Soviètica ha anat augmentant fins a arribar gairebé a la confrontació atòmica efectiva, durant la crisi dels míssils de Cuba de 1962. Com a conseqüència, ambdues potències han adoptat relacions més cordials, originant-se l'anomenada "distensió". Durant la dècada del 1980 però, els Estats Units inicien una nova cursa armamentista; en resposta, la Unió Soviètica, afeblida política i econòmicament, ha aconseguit renovar-se realitzant un procés d'obertura anomenat "la Perestroika", el qual ha comportat el desmantellament definitiu de la Unió Soviètica i del bloc comunista (1989-1991).
Durant aquest període, la Xina, amb la implantació del comunisme l'any 1949, aconsegueix sortir de mica en mica del sistema feudal; forçant la marxa amb mesures de gran sacrifici com la del Gran Salt Endavant o la Revolució Cultural i artífexs com Mao Zedong i Deng Xiaoping han esdevingut figures controvertides per aquests fets que, amb tot conduí progressivament a situar la Xina al grup dels estats més poderosos a nivell mundial. De la mateixa manera, l'Índia, posseïdora de l'arma nuclear i amb uns mil milions d'habitants, es perfila com una nova superpotència mundial. Pel seu cantó, Europa sembla abandonar les seves tradicionals guerres intestines i es crea la Comunitat Econòmica Europea, que amb el temps, després del Tractat de Maastricht, es converteix en la Unió Europea (1989).

### Progressos tècnics i globalització
La humanitat inicia també l'exploració directa de l'espai exterior. Al tradicional telescopi se sumen ara altres eines, com el radiotelescopi. Al seu torn, noves teories com la teoria de la relativitat i la mecànica quàntica proporcionen nous marcs per entendre l'univers. Però el pas decisiu es dona el 1957, quan la Unió Soviètica posa en òrbita al Spútnik, el primer satèl·lit artificial i, el 1961, el segueix Iuri Gagarin com a primer cosmonauta. El 1969 la missió Apollo 11 arriba per primera vegada a la Lluna, i el 1983, un artefacte humà, la sonda Pioneer 10, arriba fins a l'heliopausa, el confí més remot del sistema solar, i l'abandona definitivament.

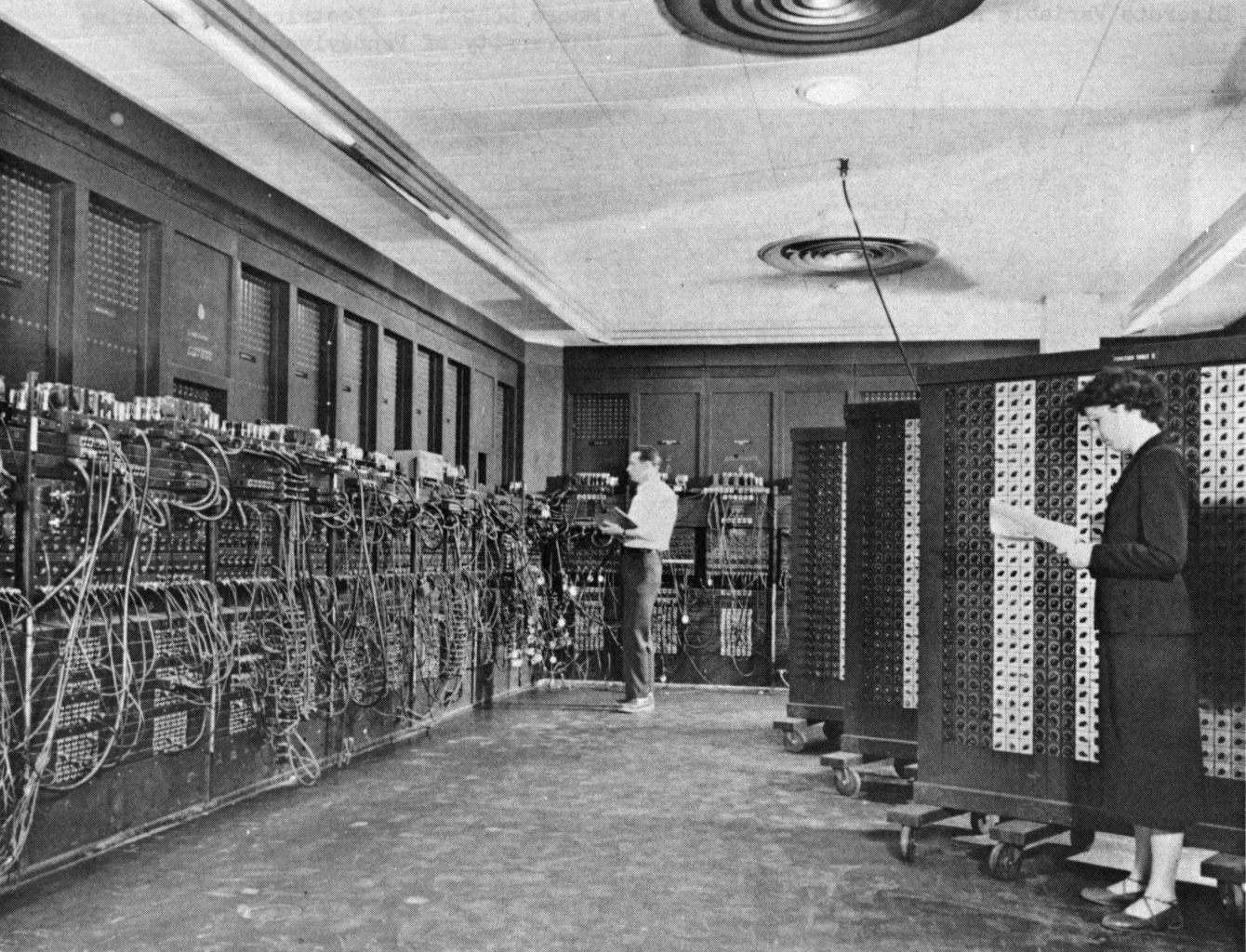
L'ENIAC

Els progressos en matèria electrònica porten al desenvolupament de la informàtica i el 1943 entra en funcionament l'ENIAC, la primera computadora. Tanmateix, no és sinó fins a la invenció del transistor que els ordinadors es converteixen en eines veritablement potents. La computació permet escurçar distàncies i convertir el món en un lloc d'instantaneïtat, en particular després de l'aparició d'Internet.
Com ja s'ha dit, després de la caiguda de la Unió Soviètica, els Estats Units es queden momentàniament sols en tant que poder dominant mundial. La humanitat s'ha convertit en un món globalitzat i interconnectat, amb éssers humans explorant la seva pròpia dotació genètica gràcies al Projecte Genoma i a l'enginyeria genètica. És també una societat de masses, que consumeix acceleradament els recursos naturals posant en perill l'equilibri del mateix planeta. Les grans pandèmies, que es creien erradicades, ressorgeixen sobretot amb l'aparició de la sida.
L'hegemonia absoluta dels Estats Units dura, amb prou feines, una dècada (1990-2001). Els Atemptats de l'11 de setembre de 2001 contra les Torres Bessones de Nova York inaugura una nova època en què grups ètnics, polítics o religiosos, amb accions d'índole diversa, intenten mantenir la seva pròpia identitat davant la globalització aparentment inexorable. El resultat de l'esmentada confrontació és allò que alguns cataloguen com un "xoc de civilitzacions".

### Canvis demogràfics
En qüestions demogràfiques, el segle xx es caracteritza per un augment considerable de l'esperança de vida i una forta caiguda de la natalitat, especialment a Europa. La incidència conjunta d'aquests fenòmens ha implicat problemes, com és l'envelliment global. Un dels problemes ha sigut l'ajornament de l'edat de jubilació.
Des de la fi del segle xx, l'envelliment global ha portat que les polítiques referides a les persones en situació de dependència funcional en l'estat de benestar hagen rebut una atenció per part dels legisladors.
El 1982, l'envelliment va ser l'objecte de la Primera Assemblea Mundial. Aquesta assemblea estava organitzada per les Nacions Unides. Aleshores, l'envelliment humà com a problema solament afectava als països desenvolupats. En el transcurs del temps, s'ha convertit en un problema també dels països en via de desenvolupament.

## Segle XXI

### Política durant el segle XXI
El 2011 hi havien uns 55 moviments secessionistes. El 2017 es convocaren dos referèndums per la independència: el català a l'Estat Espanyol i el del Kurdistan Iraquià a l'Iraq.
El 2017 s'inicià el genocidi cap als rohingya, una ètnia localitzada a l'Àsia i majoritàriament musulmana considerada de les més perseguides al món.

### Canvis demogràfics
El 2002, es va celebrar a Madrid la Segona Assemblea Mundial, on es parlà de com l'envelliment global arribaria a països en vies de desenvolupament en vint anys.